# Egipt

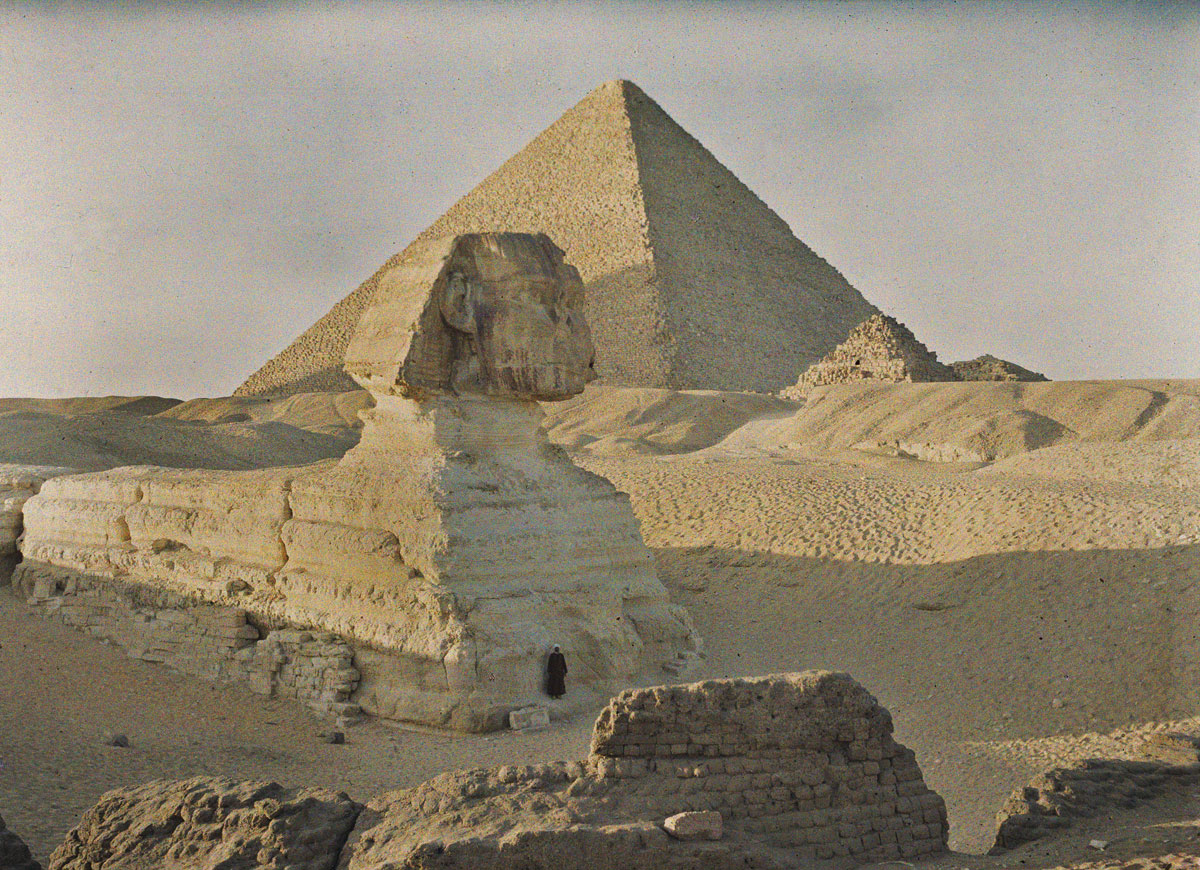
Piramidy w Gizie i Wielki Sfinks (fot. barwna, autochrom, Auguste Léon, 1914)

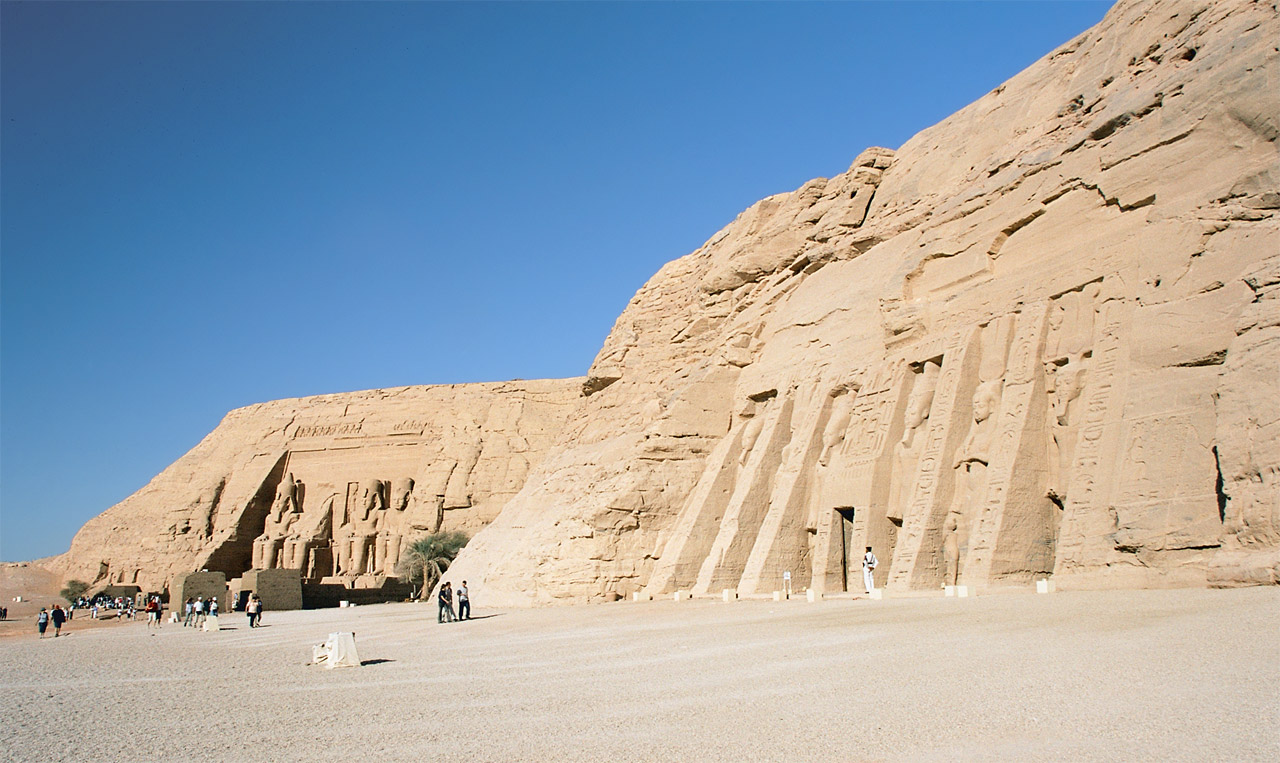
Świątynie w Abu Simbel

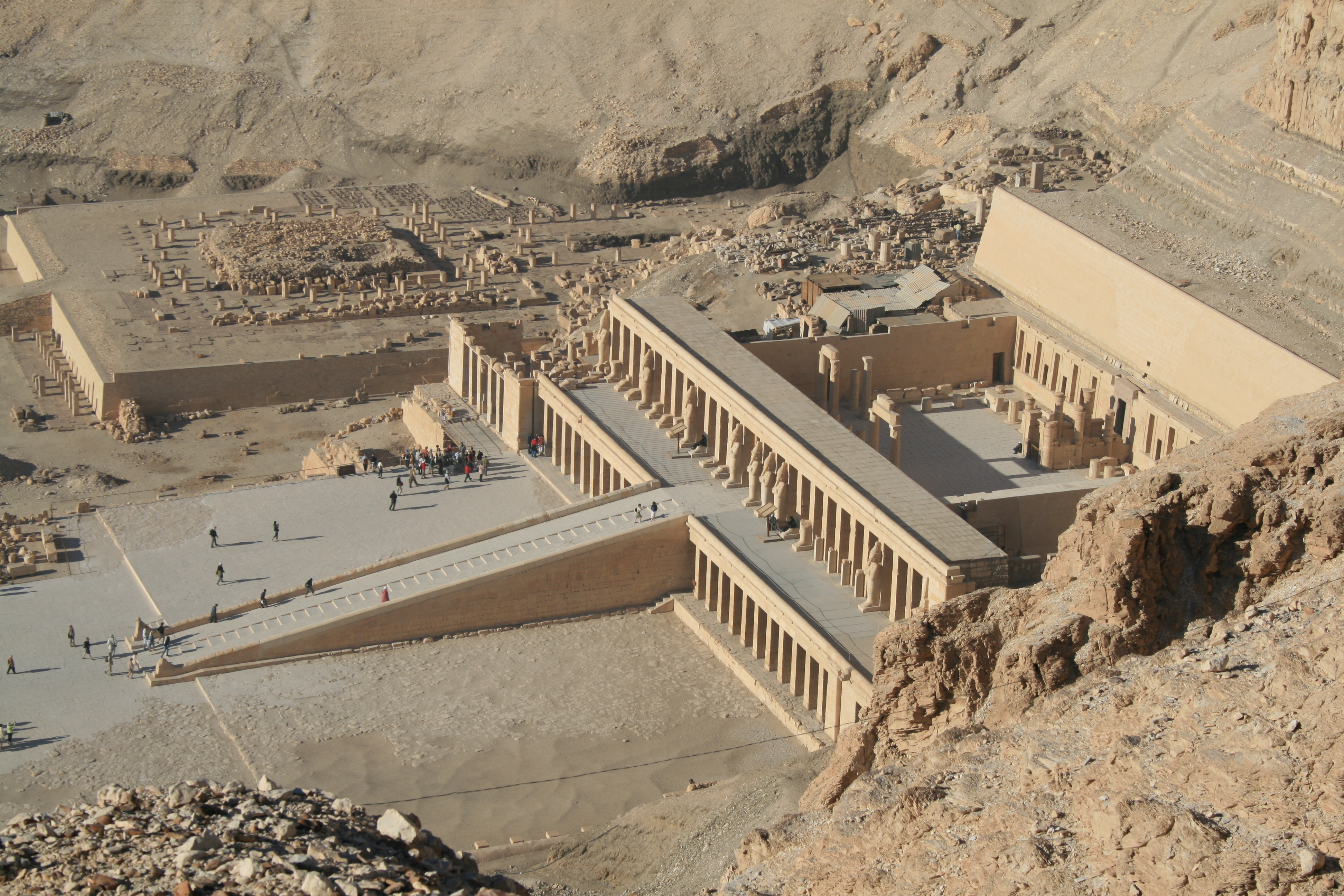
Świątynia Hatszepsut

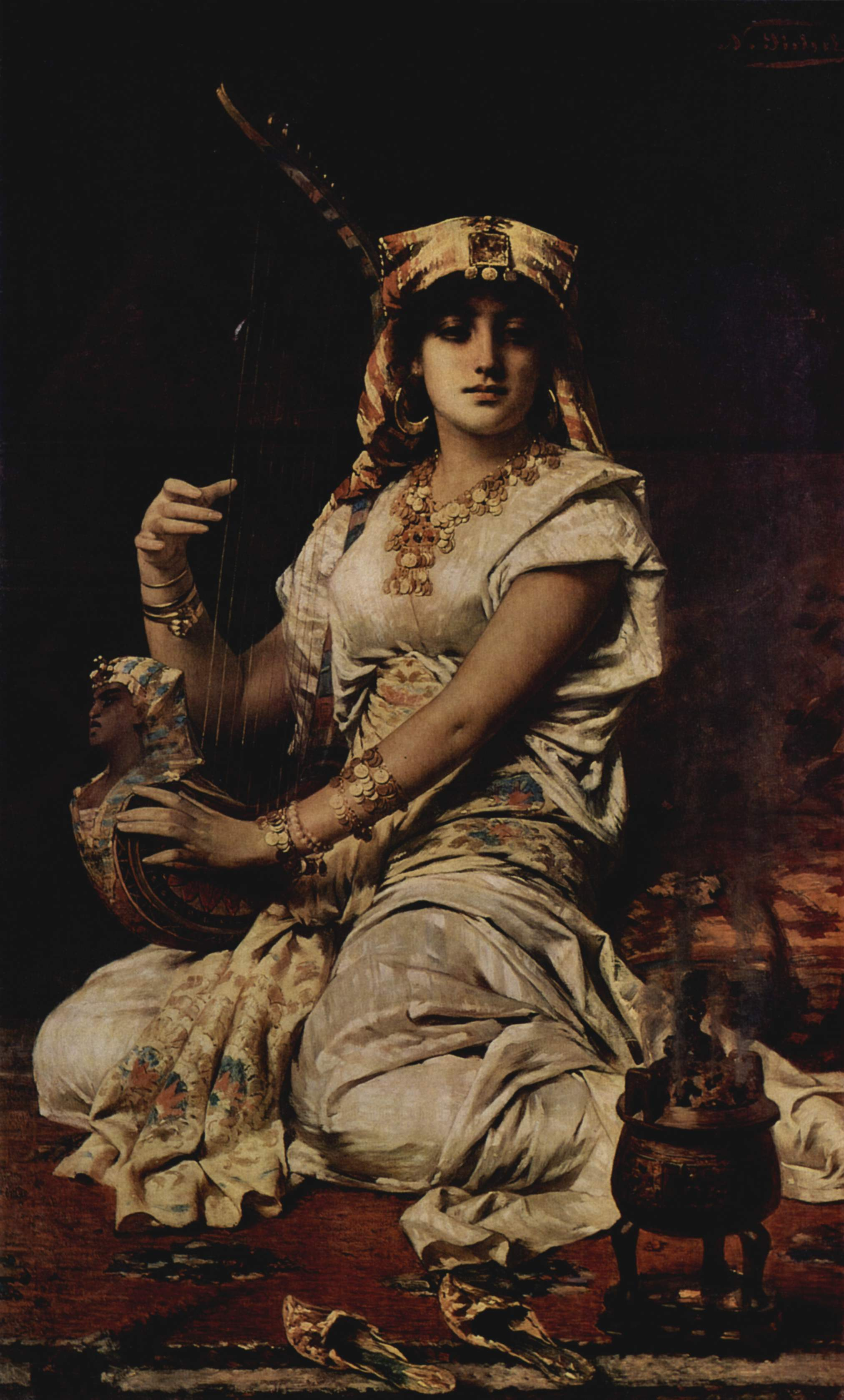
Egipcjanka grająca na harfie, 1905

Egipt (arab. ‏مصر‎, Miṣr; dialekt egipski Máṣr, /masˤɾ/; łac. Aegyptus; gr. Αίγυπτος, Aígyptos), nazwa oficjalna Arabska Republika Egiptu (arab. ‏جمهوريّة مصر العربيّة‎, Dżumhurijjat Misr Al-Arabijja) – państwo położone w północno-wschodniej Afryce z półwyspem Synaj w zachodniej Azji. Egipt graniczy z Izraelem i Palestyną (Strefą Gazy) na północnym wschodzie, Sudanem na południu i Libią na zachodzie. Od północy rozpościera się Morze Śródziemne, a na wschodzie Morze Czerwone.

## Etymologia
Staroegipska nazwa kraju Kemet oznacza „Ziemię Czarną” i odnosi się do żyznych gruntów wzdłuż Nilu, będących przeciwieństwem sąsiadującej z nimi pustyni, „Czerwonego Lądu”.
Arabskie słowo Miṣr, obecna oficjalna nazwa kraju, ma pochodzenie semickie. Według pierwotnego asyryjskiego rodzaju pisma słowa Misir / Musur są spokrewnione z hebrajskim słowem מִצְרַיִם (Mitzráyim) oznaczającym kraj lub państwo. Początkowe wąskie znaczenie tego słowa, rozumiane jako Egipt Dolny (Dolny Kraj), zostało rozszerzone na cały kraj (Górny i Dolny Egipt).
Nazwy europejskie Egypt, Ägypten, Égypte, Egitto itd. pochodzą z łacińskiego słowa Aegyptus i pierwotnie ze starogreckiego słowa Αίγυπτος (Aigyptos). Koptowie utrzymują, że są bezpośrednimi potomkami staroegipskiego społeczeństwa z czasów faraonów. Od ich imienia powstało greckie słowo aigyptos, które np. w języku niemieckim przekształciło się w słowo Ägypten. Według innych teorii słowo Aigyptos stanowi kontaminację egipskiego wyrażenia ḥwt-k3-ptḥ, co oznacza „Siedziba duszy boga Ptah”, przy czym jest to także nawiązanie do świątyni Ptaha w Memphis.

## Geografia

### Podstawowe informacje
- Długość granic: całkowita 2689 km (w tym: Strefa Gazy 11 km, Izrael 255 km, Libia 1150 km, Sudan 1273 km)
- Długość wybrzeża: 2450 km
- Najwyższy punkt: Góra Świętej Katarzyny 2629 m n.p.m.
- Najniższy punkt: Al-Kattara 133 m p.p.m.
- Współczynnik urbanizacji: 43% (2008)
- Ważne miasta: Kair, Aleksandria, Luksor, Asuan, Asjut, Al-Mahalla al-Kubra, Giza, Port Said, Szubra al-Chajma, Suez, Fajum.

### Klimat
W Egipcie przeważa klimat skrajnie suchy zwrotnikowy. Roczna suma opadów na ogół nie przekracza kilkudziesięciu milimetrów. Z tego względu większość ludności zamieszkuje tereny w delcie i dolinie Nilu. Nad rzeką istnieje oaza nadrzeczna, której długość wynosi niecałe 3 tys. kilometrów. Od tysiącleci w Egipcie tworzono system sztucznego nawadniania, znacznie zwiększając powierzchnię gruntów uprawnych. System nawadniający rozbudowano w 1970 roku, gdy w Asuanie zbudowano zaporę wodną (Wielka Tama), sztuczny zbiornik (Jezioro Nasera) i elektrownię wodną.

### Ochrona przyrody
Na terenie Egiptu znajdują się dwa rezerwaty biosfery – Rezerwat biosfery Omayed oraz Rezerwat biosfery Wadi al-Allaki.

## Historia

### Starożytny Egipt
Tereny w dolinie i delcie Nilu są kolebką cywilizacji starożytnego Egiptu. Okres predynastyczny (ok. VI tysiąclecie p.n.e.–ok. 3350 p.n.e.) i protodynastyczny (ok. 3350–ok. 3150 p.n.e.) były okresem przełomu epipaleolitu i neolitu. Na terenie Egiptu rozwijały się wtedy różne kultury neolityczne o charakterze osiadłym i rolniczym, jednakże nie były one jednolite w całym kraju. Należały do nich, m.in. zlokalizowane w dolinie Nilu, kultury Tasa i Badari (ok. 4500 p.n.e.), nazwane tak od miejsc, w których znaleziono ich ślady, oraz na południowym krańcu Dolnego Egiptu stanowiska Merimde-Beni-Salame oraz El-Omari. Wczesny okres predynastyczny obejmuje końcowe stadium rozwoju kultur fajumskiej – na północy i Badari – na południu. Znacznie odmienne od nich były kultury Nagada I i II z IV tysiąclecia p.n.e., poprzedzające bezpośrednio historyczną epokę dziejów Egiptu. Przede wszystkim obie miały znacznie większy zasięg. W kulturze Nagada I zaobserwować już można cechy społeczeństwa rozwarstwionego i klasowego. Nagada II to kultura o znacznie większym zasięgu, bo obejmowała całą dolinę Nilu i Deltę, a także nawiązały relacje z obcymi cywilizacjami.
Okres historyczny starożytnego Egiptu rozpoczął się wraz z założeniem pierwszej dynastii z Tinis. W okresie tym, zwanym przez Manetona tynickim, ostatecznie ukształtowały się wierzenia religijne Egipcjan, powstawała technika, sztuka i pismo hieroglificzne. Egipski władca, który rezydował w Memfis, uważany był za wcielenie boga Horusa. Pierwsi królowie Egiptu próbowali podporządkować sobie sąsiednie krainy, Nubię i Libię. Stare Państwo (dynastie od III do VI), które swoim terytorium sięgało poza pierwszą kataraktę, znane jest szczególnie z monumentalnych budowli: mastab, świątyń i piramid. Pierwsza z nich to schodkowa piramida faraona Dżesera wybudowana w Sakkarze, a zaprojektowana przez Imhotepa. Kolejne, budowane przez władców IV dynastii w Gizie, to piramidy Cheopsa, Chefrena i Mykerinosa. Religia i polityka przenikały się, ale rola kapłanów nie była jeszcze tak wielka, jak w późniejszych okresach. W zasadzie można mówić o podporządkowaniu kapłanów władzy królewskiej. Za czasów V dynastii najważniejszym z egipskich bogów stał się bóg słońca Re, czczony w Heliopolis. Faraon został uznany za syna boga Re (Sa Re), a po śmierci uosabiano go z bogiem płodności i władcą podziemi Ozyrysem. W czasie pierwszego okresu przejściowego pozycja religijna i polityczna faraona w państwie ulegała osłabieniu, a coraz większą rolę zaczęli odgrywać lokalni urzędnicy – nomarchowie. Postępująca decentralizacja doprowadziła do poważnego kryzysu władzy centralnej i w końcu do całkowitego załamania się władzy królewskiej i rozpadu państwa na dzielnice, przy czym wyraźnie zaznaczył się podział sprzed zjednoczenia, na Egipt Górny i Dolny.
Po okresie przejściowym i rozpadzie Egiptu, państwo odtworzył Mentuhotep II z Teb, rozpoczynając okres Średniego Państwa, które sięgało już po drugą kataraktę. Władcy XII dynastii podbili Nubię do drugiej katarakty na Synaju utrzymywali tam posterunki wojskowe. Faraon Senuseret III (Sesostris) z XII dynastii znacznie przyczynił się do wzrostu potęgi Egiptu na arenie międzynarodowej m.in. poprzez liczne kampanie nubijskie (nawet na południe od drugiej katarakty) i wyprawę do Palestyny, która to wyprawa zapoczątkowała silne wpływy Egiptu w tym regionie. Przeprowadził on również reformy administracyjne i wzmocnił centralną władzę, ograniczając wpływy gubernatorów w prowincjach. W czasach Średniego Państwa znacznie rozkwitł handel z Mezopotamią, Cyprem, Kretą, a rzecznikiem egipskim było Byblos we współczesnym Libanie, gdzie panowała miejscowa dynastia, posługująca się egipskimi hieroglifami. U schyłku państwowości drogą pokojowej migracji zaczęli pojawiać się nowi przybysze z Azji, co okazało się zapowiedzią obcego panowania w Egipcie w tzw. Drugim Okresie Przejściowym w okresie którego Egipt utracił Nubię, Synaj i Palestynę. W okresie tym panowali tzw. Hyksosi. Wywodzili się oni prawdopodobnie z ludności azjatyckiej, osiedlającej się już w czasach świetności Średniego Państwa, we wschodniej Delcie Nilu. Rządy Hyksosów reprezentowane były jako dwie równoległe dynastie (XV i XVI), kontrolujące większą część Dolnego i Środkowego Egiptu. W Górnym Egipcie znaczną niezależnością cieszyli się tebańscy władcy z XVII dynastii i to oni właśnie toczyli liczne wojny z Hyksosami. Zmagania ich zwieńczył Ahmose (tradycyjnie uważany za założyciela XVIII dynastii) zdobywając twierdzę Hyksosów – Awaris. To pierwsze panowanie obcych władców w Egipcie pozostało na długo w pamięci przyszłych pokoleń. Ahmose ponownie zjednoczył kraj, który wkroczył w tzw. okres Nowego Państwa.
W okresie Nowego Państwa Egipt osiągnął apogeum potęgi. Egipcjanie wymusili respektowanie swoich interesów na ludach Azji: Hurytach, Hetytach, Babilończykach i Asyryjczykach. Najważniejsi faraonowie z XVIII dynastii, którzy przyczynili się do ekspansji egipskiej, to Totmes I i Totmes III. Jako znaczącą postać wymienić także należy królową Hatszepsut, która co prawda nie wsławiła się wyczynami militarnymi, ale poświęciła się głównie sprawom wewnętrznym państwa wznosząc wiele budowli (m.in. świątynię Milionów Lat w Deir el-Bahari), a także inicjując słynną wyprawę do krainy Punt. W okresie Nowego Państwa najwyższym bogiem stał się Amon, z ośrodkiem w Tebach. Jednak faraon Amenhotep IV (który przyjął później imię Echnatona), dokonał bezprecedensowej próby obalenia powszechnego w państwie kultu boga Amona na rzecz Atona, którego podniósł do rangi najwyższego bóstwa państwowego. Założył on również nową stolicę państwa – Achetaton. Faraon sam stał się kapłanem swojej religii, dążącej – jak sądzi wielu uczonych – do monoteizmu, co spotkało się z bardzo silną opozycją tebańskich kapłanów Amona, których wpływy polityczne i majątki były bardzo duże. Jego następca, Tutanchamon powrócił do doktryny religijnej Teb. Po przeprowadzeniu reformy religijnej i reorganizacji państwa przez faraona Horemheba, Egipt stał się za XIX dynastii czołową potęgą ówczesnego świata. Kolejny wielki władca Ramzes II po zakończonych pokojem zmaganiach z Hetytami, podjął w czasie swoich rządów wielki program budowlany na niespotykaną dotąd skalę. Pomimo zewnętrznej świetności panowania Ramzesa II, pozostawił on państwo w stanie osłabienia, co było szczególnie niekorzystne wobec zagrożenia, jakie niebawem zawisło nad Egiptem pod postacią tzw. Ludów Morza. Wprawdzie ostatniemu wielkiemu faraonowi Nowego Państwa Ramzesowi III udało się odeprzeć ich atak, ale po jego śmierci rozpoczął się stopniowy upadek królestwa. Inwazja Ludów Morza rozpoczęła Trzeci Okres Przejściowy, Egipt był wówczas rozbity politycznie. Na południu wokół ośrodka religijnego w Tebach powstało silne, niezależne państwo pod władzą kapłanów Amona. W 671 p.n.e. Memfis opanowali Asyryjczycy, którzy 8 lat później zajęli również Teby.

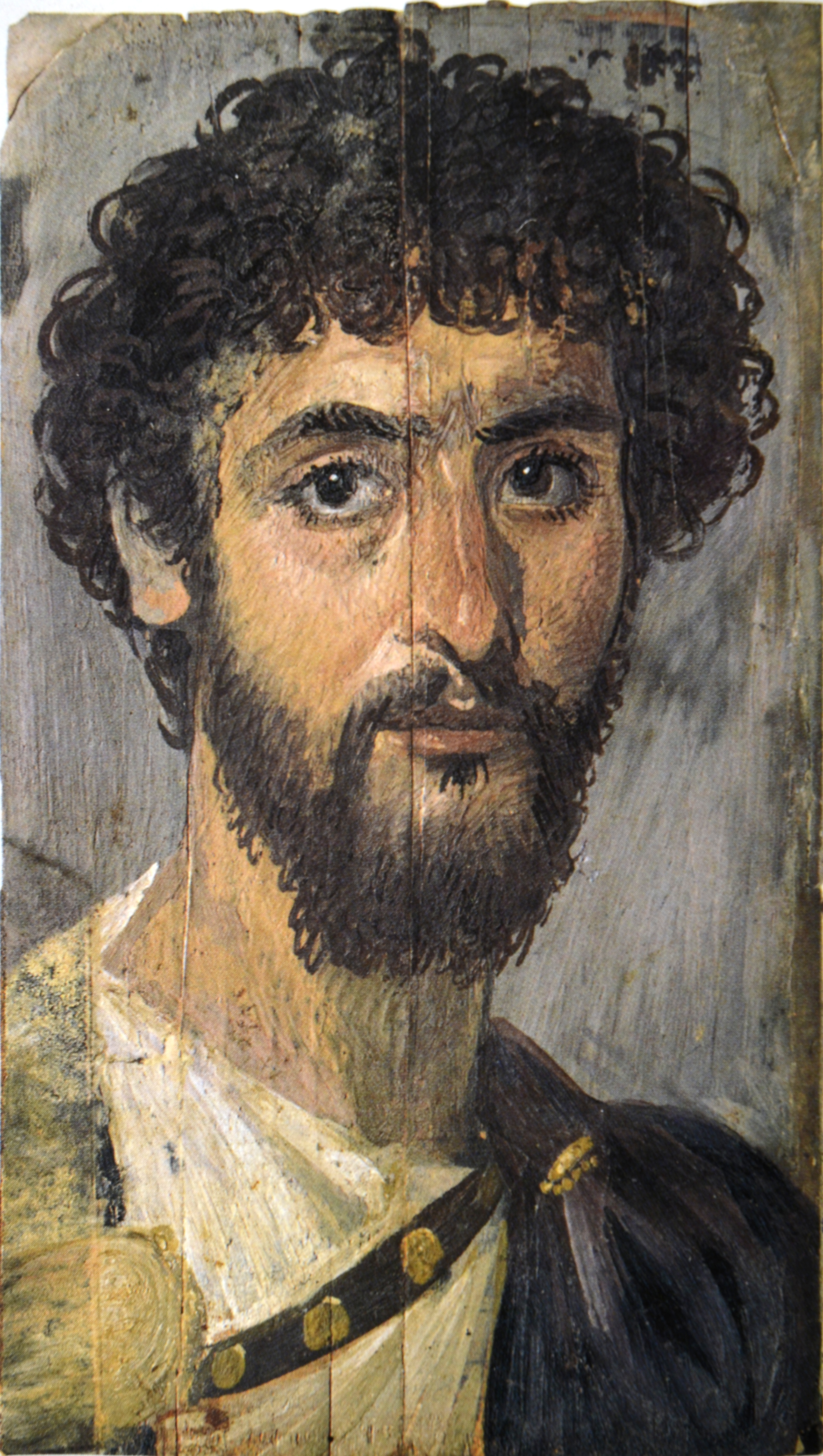
Portrety fajumskie

Początek tzw. Epoki Późnej wyznacza objęcie władzy przez Psametycha I, którego panowanie (do 610 p.n.e.) zapoczątkowało zjednoczenie Egiptu, aż do podboju perskiego w roku 525 p.n.e. Faraonowie próbowali opanować Bliski Wschód, w czym przeszkodzili im Babilończycy. Powodzeniem za to zakończyła się wyprawa na Cypr. W VI w. p.n.e. Egipt sprzymierzył się z Babilonią, Lidią i Spartą przeciwko potędze Persji. Jednak Achemenidzi dysponując silną armią zajęli i Lidię, i Babilonię, a w roku 525 p.n.e. sam Egipt. W roku 404 p.n.e. władcom egipskim udało się odeprzeć Persów, ale nie na długo. W 343 p.n.e. Persowie ponownie podbili Egipt. Jedenaście lat później macedoński wódz Aleksander Wielki bez walki wkroczył do kraju nad Nilem otwierając jego nowy okres – tzw. Egipt ptolemejski. Trzy wieki pod panowaniem greckiej dynastii zapoczątkował jeden z dowódców Aleksandra Wielkiego – Ptolemeusz. Panowanie greckie, pomimo iż wywoływało powstania i bunty, generalnie koncentrowało się wokół Egiptu i władcy dbali o jego interesy polityczne w takim samym stopniu, jak faraonowie w poprzednich wiekach, a więc w tradycyjny sposób dążyli do powiększenia posiadłości egipskich na Bliskim Wschodzie (m.in. w Palestynie) oraz reprezentowali tendencje ekspansjonistyczne w Nubii. W II w. p.n.e. nastąpił okres politycznej i ekonomicznej destabilizacji państwa, a południem kraju wstrząsały rebelie. W następnym wieku słabość władzy centralnej trwała nadal. Spowodowana była ona przede wszystkim wewnętrznymi walkami w dynastii Ptolemeuszów o władzę. Bezustannie walczący ze swym rodzeństwem o tron, kolejni władcy nie byli w stanie przeciwstawić się rosnącej coraz bardziej potędze Rzymu, a co gorsza niektórzy z nich w walce o władzę, usiłowali zdobyć poparcie rzymskiego senatu. Będąc wciąż potęgą gospodarczą, Egipt politycznie i militarnie znaczył coraz mniej. W 30 p.n.e. kraj stał się częścią Imperium Rzymskiego.
Po śmierci Kleopatry VII, ostatniej przedstawicielki dynastii Lagidów, Oktawian August przyłączył de facto Egipt do imperium rzymskiego. Egipt rządzony był przez bezpośredniego przedstawiciela cesarza, namiestnika ekwickiego w najwyższej randze prefekta. W początkowym okresie rządów rzymskich zaznaczył się pewien wzrost dobrobytu. Kraj zachował podział na nomy, ale rola nomarchów została znacznie ograniczona na rzecz powoływanych przez prefekta strategów. Status Egiptu niewątpliwie wyróżniał się spośród innych prowincji cesarskich. Z czasem zaczęły się pojawiać poważne problemy wynikające z nadmiernego obciążenia podatkami i chociaż niektórzy cesarze darzyli Egipt szczególną przychylnością, to jednak nie wpływało to na poprawę sytuacji miejscowej ludności – zarówno Greków, zamieszkujących większe ośrodki miejskie, jaki Egipcjan. Kres cywilizacji starożytnego Egiptu (w jej klasycznym wymiarze i zabarwionym jeszcze grecką kulturą w późniejszym okresie) położył nie Rzym, ale chrześcijaństwo, które w zasadniczy sposób przeobraziło kulturę Egiptu. Umowną i symboliczną datą zakończenia epoki starożytnego Egiptu jest rok 395, a więc data podziału państwa rzymskiego przez Teodozjusza na dwie części. Po roku 395 Egipt, w znacznym już stopniu chrześcijański, wszedł w orbitę dziejów części wschodniej – Bizancjum, otwierając nowy rozdział swych dziejów.

### Średniowieczny Egipt
Egipt w okresie bizantyjskim padł ofiarą obcych najazdów w VII wieku. Najpierw w latach 618–621 kraj został podbity przez perską dynastię Sasanidów, którzy usiłowali odtworzyć starożytne imperium. Persów zdołał pokonać cesarz bizantyński Herakliusz i w 629 roku przywrócił na krótko władzę Bizancjum nad prowincją. W 633 rozpoczęły się ataki koczowników arabskich, którzy po zajęciu szeregu ziem należących do Bizancjum i Iranu w 640 roku rozpoczęli podbój Egiptu. W 642 roku upadła stołeczna Aleksandria, a w 645 cały Egipt znalazł się pod panowaniem arabskim. Arabski podbój Egiptu okazał się trwały, a w pierwszym okresie, gdy imperium zachowywało jedność Egipt był tylko jedną z wielu jego prowincji. Stolicą Kalifatu został najpierw, za dynastii Umajjadów Damaszek (661–750), a po zwycięstwie Abbasydów został nią bardziej odległy od Egiptu Bagdad (750-868). Wielki rozrost terytorialny imperium arabskiego i różnorodność ludów je zamieszkujących kryły w sobie zalążki jego szybkiego rozpadu. Niemniej Egipt był w tym czasie na tyle ważną i nieperyferyjną prowincją, że utrudniało to jego ewentualne uniezależnienie się. W okresie tym nastąpiła dość szybka islamizacja kraju. Wraz z upływem czasu władza kalifów w Bagdadzie stawała się coraz słabsza i zaczęła ograniczać się do aspektów religijnych. W trudzie rządzenia w częściach ogromnego imperium zastępowali kalifów zarządcy zwani emirami. Abbasydzi obawiając się ambicji arabskich możnych na emirów wyznaczali często ludzi pochodzenia tureckiego lub irańskiego. Liczyli na ich większą lojalność względem władców, którym zawdzięczali całą swą pozycję. Jednak z czasem siły odśrodkowe stały się na tyle silne, a egalitaryzm islamu na tyle niwelował problem pochodzenia emirów, że umożliwił im usamodzielnienie się względem Bagdadu. Pierwszym namiestnikiem (emirem) Egiptu, który zerwał swą zależność wobec kalifa był dawny gwardzista tureckiego pochodzenia, Ahmad Ibn Tulun (868–884). Władza Tulunidów objęła oprócz Egiptu także Palestynę i Syrię. Jednak ich siła osłabła bardzo za panowania prawnuka Ahmada Ibn Tuluna – Haruna którego rządy sprowadzały się do korzystania z uciech życia dworskiego. Wykorzystali to Abbasydzi, którzy w 904 roku zaatakowali emirat. Zdołali zdobyć Syrię, a po zamordowaniu Haruna przez jego żołnierzy wkroczyli do Egiptu, gdzie zmusili jego następcę Szajbana do ucieczki. Jakkolwiek władza Abbasydów została odrestaurowana, to sam problem słabości kalifów nie został zażegnany. Krucha jedność Egiptu ze stołecznym Bagdadem została zerwana w 935 roku, gdy kalif Ar-Radi został zmuszony oddać faktyczną władzę w ręce tureckiego gwardzisty Ibn Raika, który otrzymał tytuł „emira emirów”.
Nowe państwo i dynastię rządzącą Egiptem ponownie założył przybysz pochodzenia tureckiego, Muhammad Ibn Tughdż, który w roku 935 zerwał z Bagdadem. W odróżnieniu od Tulunidów nowy władca zdołał w roku 939 zdobyć uznanie swej władzy ze strony kalifa, który nadał Muhammadowi tytuł „ichszid” (oznaczający po persku „księcia”). Od tytułu tego ukuta została nazwa dynastii. Ibn Tughdż nie zadowolił się tylko panowaniem nad Egiptem i wkrótce opanował Palestynę i Syrię oraz Al-Hidżaz. Potęga dynastii trwała jednak krótko. Po śmierci jej założyciela władzę sprawowali formalnie kolejno jego synowie. W praktyce krajem rządził jako regent czarnoskóry władca z Abisynii – Abu al-Misk Kafur. Za jego rządów kraj musiał odpierać ataki Hamdanidów, którzy zajęli część Syrii. Po śmierci Kafura Egipt został od zachodu najechany i podbity przez nowych zdobywców – szyicką dynastię Fatymidów. Jakkolwiek Fatymidzi byli zdobywcami, którzy przybyli do Egiptu z Tunezji, szybko przenieśli centrum swego państwa do Egiptu. Państwo Fatymidów było jednym z najpotężniejszych w historii średniowiecznego islamu, a sami Fatymidzi założyli konkurencyjny wobec Bagdadu, szyicki kalifat. W okresie apogeum potęgi Fatymidzi rządzili całą Północną Afryką, od Maroka poprzez Algierię, Tunezję po Egipt oraz Palestyną, Syrią i Al-Hidżazem. Ponieważ Isma’iliccy władcy tego imperium byli w zdecydowanej mniejszości, cechowała ich daleko posunięta tolerancja – nie tylko w stosunku do wyznawców pozostałych odłamów islamu, ale również wobec chrześcijan i żydów. Fatymidzi swą siłę militarną w Egipcie oparli na armii Mameluków – niewolników kipczackich lub kaukaskich. Upadek znaczenia dynastii przypieczętowały wyprawy krzyżowe i powstanie Królestwa Jerozolimskiego w 1099 roku. Sukcesy chrześcijan w Palestynie podważyły fatymidzki prestiż obrońców islamu. Wprawdzie sam Egipt zdołał odeprzeć inwazję wojsk chrześcijańskich, jednak osłabione państwo padło wkrótce ofiarą nowej potęgi w regionie – sunnickiej dynastii Ajjubidów.
Egipt został opanowany przez kurdyjską dynastię Ajjubidów w czasie wypraw krzyżowych i to właśnie walki i układy z chrześcijanami stały się głównymi problemami nowych panów Egiptu. Kair zdobył w 1169 roku Szirkuh, ale to jego bratanek, Saladyn był właściwym założycielem dynastii i potęgi nowego państwa. Ajjubidzi – mimo że tytułowali się sułtanami Egiptu – środek ciężkości państwa przenieśli na północ, do Syrii. Sam Saladyn oprócz Egiptu kontrolował również Trypolitanię, wschodnią Tunezję, Al-Hidżaz, Jemen, Syrię i zachodnią część Mezopotamii. Był też zdobywcą Palestyny i pogromcą chrześcijańskiego Królestwa Jerozolimy. Zwycięstwo nad armią krzyżowców pod Hattin w roku 1187 przyniosło mu nieśmiertelną chwałę w świecie islamu. Zdobycie Jerozolimy ściągnęło na jego państwo III wyprawę krzyżową, którą mimo utraty Akki zdołał odeprzeć. Saladyn zasłynął jako polityk zręczny i przy tym umiarkowany, opiekun sztuki i nauki. Po jego śmierci państwo zostało podzielone między jego krewnych – brata i synów, którzy wkrótce rozpoczęli wewnętrzne walki i osłabili potęgę dynastii. Najbardziej znanym następcą Saladyna był sułtan Al-Kamil, który popierał kontakty handlowe z miastami włoskimi. Mimo tego musiał odeprzeć V wyprawę krzyżową, której celem był podbój Egiptu. Krzyżowcy zdobyli nawet ważną twierdzę na drodze do Kairu – Damiettę. Al-Kamil zaproponował wówczas krzyżowcom zwrot Jerozolimy w zamian za wycofanie się z Egiptu, jednak pewni zwycięstwa legaci papiescy odrzucili te propozycje. Wówczas Al-Kamil okrążył ich armię, która wyruszyła na Kair i zmusił do kapitulacji. W roku 1229 doszło do traktatu pomiędzy cesarzem rzymskim Fryderykiem II a Al-Kamilem. Sułtan nie podjąwszy walki z krzyżowcami oddał w ręce chrześcijan miejsca święte w Palestynie z Jerozolimą i Betlejem na czele. Była to niezwykle humanitarna próba zażegnania kolejnych wypraw krzyżowych i pogodzenia zwaśnionych religii. Mimo że następcy Al-Kamila zdołali pokonać krzyżowców i odebrać im ostatecznie Jerozolimę, to sama dynastia Ajjubidzka pogrążyła się w walkach wewnętrznych. Wykorzystali to Mamelucy – których potęga w XIII wieku bardzo wzrosła i w latach 1250–1258 odsunęli Ajjubidów od rządów w Egipcie. Dynastia dłużej przetrwała w Syrii, ale i tam wkrótce dosięgły ich armie Mameluków.
Osobną epokę w historii muzułmańskiego Egiptu stanowią czasy Mameluków, którzy rządzili Egiptem przez ponad dwa i pół stulecia i stworzyli najtrwalsze państwo w średniowiecznej historii tego kraju. Mamelucy byli obcego, głównie kaukaskiego pochodzenia. Mamelucy pokonali niezwyciężonych dotychczas Mongołów oraz dali w Kairze schronienie ostatnim kalifom abbasydzkim, którzy musieli uciekać po zniszczeniu przez Mongołów Bagdadu. Epokę Mamelucką tradycyjnie dzieli się na dwa okresy, którym przypisuje się dwie umowne „dynastie”. Byli to pochodzący ze stepów czarnomorskich kipczaccy Bahryci, oraz wywodzący się z regionu kaukaskiego czerkiescy Burdżyci. Nie były to dynastie w znaczeniu rodziny, choć niektórzy władcy byli rzeczywiście ze sobą spokrewnieni. Selim I w bitwie pod Mardż Dabik z 24 sierpnia 1516 roku całkowicie rozbił tradycyjną armię Mamelucką wykorzystując nowoczesną artylerię i arkebuzy. W bitwie tej zginął również sułtan egipski, Kansuh al-Ghauri. Dzięki temu zwycięstwu Turcy bez oporu opanowali Syrię, a po kolejnym zwycięstwie również Palestynę. Tymczasem nowy sułtan egipski, Tumanbaj uzbroił kolejną armię, w której znalazła się nawet niewielka liczba dział dostarczonych przez Wenecjan. Jednak słabo wyszkolone wojska egipskie ponownie uległy przewadze tureckiej (bitwa pod Ar-Rajdanijją, 22 stycznia 1517). Spowodowało to wkrótce upadek Kairu (30 stycznia 1517) i ostateczną klęskę Tumanbaja, którego schwytano i stracono w kwietniu tego roku. Upadek państwa Mameluckiego kończy umownie historię średniowiecznego Egiptu. Inwazja turecka otwiera jednocześnie prawie 300-letni okres w historii tego kraju, w którym Egipt mniej lub bardziej podległą prowincją Imperium Osmańskiego.

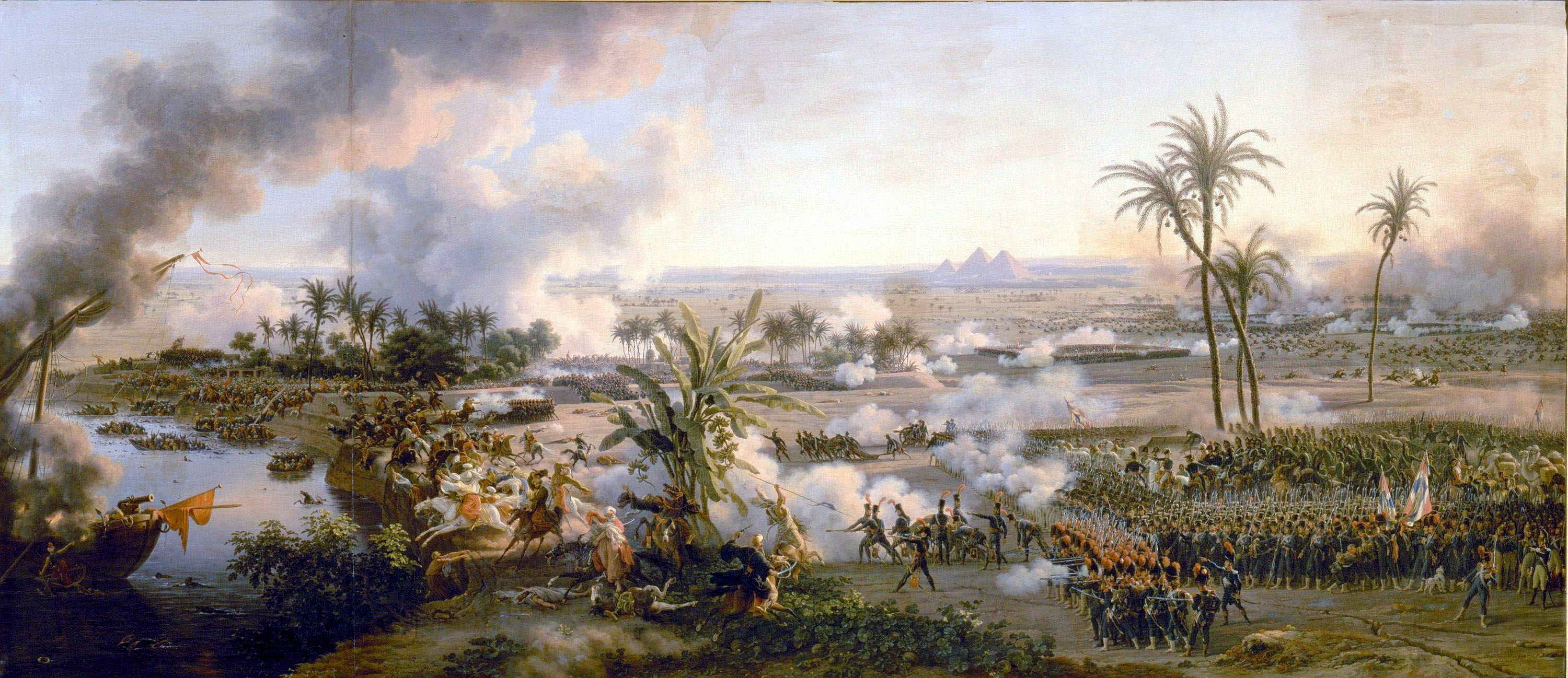
Bitwa pod piramidami, 1798

Pod koniec XVIII wieku Egipt określany był jako Egipt Mameluków, który teoretycznie nadal stanowił część Imperium Osmańskiego, ale faktycznie był pod całkowitą władzą Mameluków. Po 1797 roku, gdy trwała jeszcze wojna Francji z Monarchią Brytyjską, Napoleon Bonaparte by zmusić Wielką Brytanię do kapitulacji, ruszył więc na Egipt Mameluków, mający być przyszłą bazą wypadową pod inwazję na Indie będące kolonią Wielkiej Brytanii. Wyprawa egipska doszła do skutku w maju 1798 roku. Wzięło w niej udział 38 tysięcy marynarzy i żołnierzy oraz 175 uczonych i artystów, którzy mieli badać kulturę i historię Egiptu. Po sukcesach, sprowadzających się do zajęcia Malty i Dolnego Egiptu z Aleksandrią i Kairem, wojska ekspedycyjne spotykały same niepowodzenia: upiorny klimat, choroby tropikalne, zniszczenie floty francuskiej przez eskadrę angielskich okrętów admirała Nelsona u ujścia Nilu (mylnie zwana przez historię bitwą pod Abukirem), powstanie ludności w Kairze, ingerencja wojsk tureckich, zajęcie Malty przez Anglików. Ostatecznie Francuzi zmuszeni zostali przez siły turecko-angielskie do kapitulacji w 1801 roku. Ekspedycja egipska Napoleona udała się więc tylko w swej części naukowo-badawczej. Między innymi znaleziono wówczas w czasie wykopalisk tzw. „kamień z Rosetty”.
W 1808 Mamelukom odebrano ziemię i całkowicie odebrano władzę, a następnie w 1811 zostali oni wyniszczeni przez tureckiego paszę Muhammada Alego. W 1804 roku Turcy utworzyli Wicekrólestwo Egiptu. Panowanie tureckie formalnie trwało do 1914 roku, jednak de facto zakończyło się w 1881 roku, kontrolę nad Egiptem przejęli wówczas Brytyjczycy, którzy zamienili Egipt w terytorium podporządkowane. Zwierzchnictwo brytyjskie nad Egiptem umożliwione zostało w przeciągu XIX wieku, gdy Brytyjczycy stale powiększali swoje wpływy na państwo. W 1914 roku Egipt ogłoszono protektoratem brytyjskim pod nazwą Sułtanat Egiptu. W okresie I wojny światowej na terytorium Egiptu i tureckiej Palestyny miała miejsce kampania przeciw Imperium Osmańskiemu.

### Egipt współczesny
Stan z 1914 utrzymywał się do 28 lutego 1922, gdy Egipt oficjalnie ogłosił niepodległość od Wielkiej Brytanii. Panujący wówczas już 5 lat drugi sułtan Fu’ad I został pierwszym nowożytnym królem Egiptu. Pomimo formalnej niepodległości, Egipt wciąż znajdował się pod rzeczywistymi wpływami brytyjskimi (był państwem zależnym). Początkowo przewagę w systemie politycznym zdobyły partie Wafd i Liberalna-Konstytucjonalna. Obie partie zmieniały swoje rządy naprzemiennie. Premierem z Wafd kilkukrotnie zostawał Mustafa an-Nahhas. Wafd deklarowała bronienie konstytucji przed królem. W okresie jej rządów w kraju miejsce miała modernizacja kraju, wdrożenie reformy rolnej i zorganizowanie giełdy kairskiej. Rząd podjął się z Wielką Brytanią rozmów w sprawie zadeklarowania statusu Egiptu, ostatecznie jednak negocjacje zawieszono z powodu różnych stanowisk w sprawie Sudanu. W 1929 roku na skutek globalnego kryzysu, pogorszyła się sytuacja gospodarcza Egiptu. Fu’ad na skutek rozczarowania rządami Wafd rozwiązał parlament i mianował nowym premierem wywodzącego się z Partii Liberalno-Konstytucjonalnej Ismaila Sidkiego, oczekując, że jego rząd przygotuje grunt pod autorytarne rządy samego monarchy. Na skutek autorytarnych przemian liberalnych konstytucjonalistów doszło do szeregu protestów które zostały stłumione. 27 października 1930 premier ogłosił nową konstytucję, znacząco poszerzającą uprawnienia króla i rządu. Spotkała się ona z gwałtowną krytyką prasy i partii opozycyjnych. Rozpoczęła się kampania wyborcza do nowego parlamentu, w czasie której zabroniono zgromadzeń, a wystąpienia polityków opozycyjnych były niemalże uniemożliwiane. Ostatecznie Partia Liberalno-Konstytucyjna i Wafd zbojkotowały elekcję i zwycięstwo odniosła nowa partia rządowa, powołany przez Sidkiego Lud. Działalność organizacji politycznych nieprzychylnych rządowi maksymalnie ograniczono, Sidki konsolidował swoją władzę za pomocą represji. Z czasem otwarcie zaczął dążyć do skupienia pełni kontroli nad krajem we własnych rękach. Z coraz raz większą niechęcią poczynania Sidkiego obserwował król, który ostatecznie zdymisjonował Sidkiego we wrześniu 1933. Wafd powrócił do władzy w 1936 roku. Premierem został ponownie an-Nahhasa. W tym czasie tron objął Faruk I, w imieniu którego obowiązki monarchy wypełniała rada regencyjna. Umożliwiło to wprowadzenie programu reform i ogłoszenie amnestii dla uczestników protestów politycznych. Premier kontynuował rozmowy z Brytyjczykami, które zakończyły się podpisaniem traktatu egipsko-brytyjskiego. Gwarantował on stopniowe wycofanie wojsk brytyjskich z Egiptu w ciągu dziesięciu lat, likwidację brytyjskiego garnizonu w stolicy (przy zachowaniu oddziałów brytyjskich na Kanale Sueskim i w Aleksandrii), jak również przywrócenie brytyjsko-egipskiego kondominium w Sudanie. Po podpisaniu traktatu kraj w 1937 wszedł w skład Ligi Narodów, co de facto czyniło kraj całkowicie niezależnym państwem. Wpływy brytyjskie pozostawały jednak w kraju silne, toteż traktat stał się przedmiotem kontrowersji, także w partii rządzącej. 28 listopada 1937 nieudanego zamachu na an-Nahhasa dokonał członek paramilitarnego oddziału związanego z partią Młody Egipt. W końcu tego samego roku król Faruk zdymisjonował rząd an-Nahhasa. Pod koniec lat 30. premierem został Muhammad Mahmud szybko zastąpiony przez Ali Mahira.

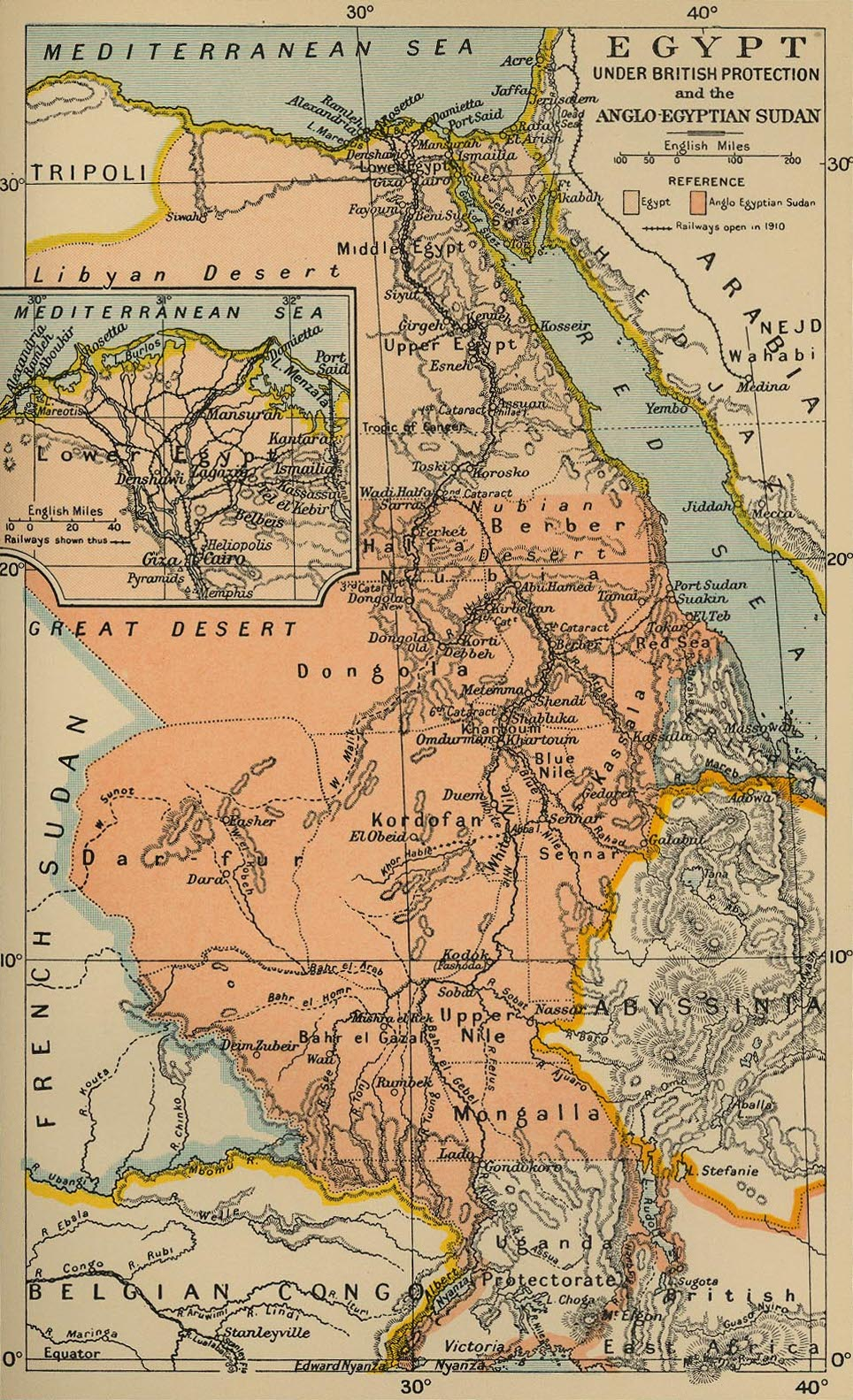
Sudan Anglo-Egipski 1899-1956

Po zakończeniu II wojny światowej relacje egipsko-brytyjskie ponownie stały się napięte. Brak kompetencji egipskich elit politycznych i związany z nią brak pełnej suwerenności przyczyniały się do powstawania antyrządowych nastrojów. Dodatkowym czynnikiem generującym napięcie były dysproporcje majątkowe między warstwą najzamożniejszych posiadaczy ziemskich (w 1952 4 tys. rodzin – 1% mieszkańców kraju – było właścicielami 70% ziemi ornej) a resztą społeczeństwa. Po II wojnie światowej proces koncentracji własności gruntów narastał. Rządząca partia Wafd, podobnie zresztą jak pozostałe ugrupowania, była związana z posiadaczami i dlatego nie podejmowała żadnych kroków na rzecz poprawy sytuacji ubogiego chłopstwa. Niepopularny w społeczeństwie był król Faruk I powszechnie obarczany winą za klęskę w wojnie izraelsko-arabskiej. Rodzina królewska także posiadała znaczny majątek ziemski, a wystawny styl życia władcy raził ubogich Egipcjan. Nastroje opozycyjne były silne zwłaszcza w największych miastach pośród studentów i biedoty. Coraz popularniejsze stawały się organizacje o radykalnym programie. Do końca lat 40. pół miliona członków zgromadziło Stowarzyszenie Braci Muzułmanów, odwołujące się do islamu, haseł antykolonialnych, krytykujące króla za klęskę w wojnie z Izraelem i domagające się państwowego wsparcia dla ubogich. Stowarzyszenie od 1937 posiadało własne formacje paramilitarne (Bataliony Stronników Boga), które dokonywały ataków na państwowych urzędników o szczególnie probrytyjskim lub negatywnym wobec organizacji nastawieniu, jak również na społeczność żydowską. Władze zwalczały bractwo; w 1948 zostało ono zdelegalizowane, a setki jego członków znalazły się w więzieniach. Kilka miesięcy później premier Mahmud Fahni an-Nukraszi został zabity przez członka bractwa. Odpowiedzią była nowa fala aresztowań, jak również zabójstwo założyciela stowarzyszenia Hassana al-Banny. W 1949 roku z kolei powstał opozycyjny ruch Wolnych Oficerów. W 1951 rząd egipski wypowiedział układ z Wielką Brytanią z 1936. Krok ten z jednej strony został przychylnie przyjęty przez społeczeństwo, z drugiej zaś zachęcił radykalne organizacje do nowych wystąpień antybrytyjskich. Jednostki brytyjskie stacjonujące nad Kanałem Sueskim stały się przedmiotem ataków. 26 stycznia 1952 w Kairze miała miejsce masowa demonstracja, w czasie której domagano się odejścia dotychczasowych elit z powodu ich moralnego upadku i zarzucenia zasad islamu. Wydarzenie to, określane następnie jako czarna sobota, było sygnałem pogarszania się sytuacji społecznej. Kolejne rządy (od stycznia do lipca 1952 rząd zmieniał się czterokrotnie) nie były w stanie jej uspokoić.

Napięta sytuacja doprowadziła do rewolucji w 1952 (tzw. rewolucja Wolnych Oficerów). Był to przewrót wojskowy przeprowadzony w przez Wolnych Oficerów, jak również rewolucja społeczna, jaka po nim nastąpiła. Wystąpienie wojskowych obaliło skompromitowaną i niepopularną monarchię, a władza przeszła w ręce Rady Rewolucyjnych Dowódców. Przeprowadzili oni reformę rolną, która zlikwidowała w Egipcie wielką własność ziemską, doprowadzili do utraty politycznych wpływów przez dominującą dotąd w życiu politycznym warstwę ziemiańską i wprowadzili państwową kontrolę gospodarki, do 1956 jednak dość ograniczoną. Zawieszona została egipska konstytucja, a partie polityczne zdelegalizowane. Szczególnym represjom poddano organizacje skrajnej lewicy i prawicy: egipskich komunistów oraz Braci Muzułmańskich. Do znaczących zmian doszło w egipskiej polityce zagranicznej. Egipt dążąc do dominacji w świecie arabskim i rywalizując o nią z Irakiem, pozostał w napiętych stosunkach z Izraelem, przyjął orientację proradziecką i pomoc wojskową ZSRR. W rezultacie walki o władzę w obozie zwycięskich oficerów władzę autorytarną zdobył w kraju najbardziej popularny z przywódców wojskowych – Gamal Abdel Naser.

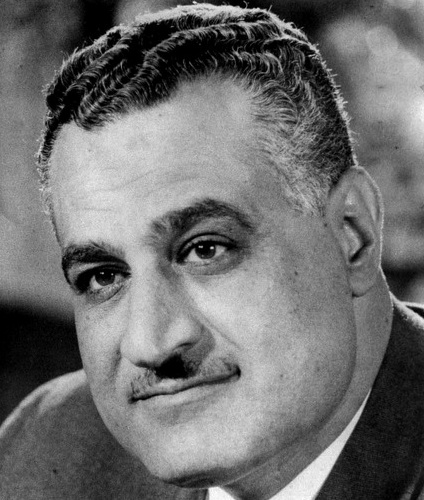
Gamal Abdel Naser, prezydent w latach 1954–1970

18 czerwca 1953 Rada Regencyjna została rozwiązana, a Egipt stał się republiką. Jej pierwszym prezydentem został Muhammad Nadżib, który równocześnie pozostał premierem i przewodniczącym Rady Rewolucyjnych Dowódców. Prezydent sprzeciwiał się represjom wobec Braci Muzułmanów oraz wobec komunistów, był popierany przez część oficerów, którzy pamiętali jego postawę po aresztowaniach zwolenników skrajnej lewicy w sierpniu 1952. Opowiadał się za wprowadzeniu demokratycznych zasad rządów i za uchwaleniem nowej konstytucji. W Radzie Rewolucyjnych Dowódców większe poparcie miał jednak Naser popierający twardszy kurs. 23 lutego 1954 Rada zmusiła prezydenta do ustąpienia. 25 lutego został ponownie prezydentem, podczas gdy urząd premiera powierzono na trzy miesiące Chaledowi Muhjiemu ad-Dinowi. Po kolejnej próbie aresztowania Nagiba na ulicach Kairu wybuchły masowe demonstracje, zaś premier 27 lutego wyprowadził na ulice wojska pancerne, w których posiadał znaczne wpływy. Naser objął stanowisko premiera, musiał jednak zgodzić się, by prezydentem pozostał Nagib. Rywalizacja Nasera i Nagiba pociągnęła za sobą dalsze uderzenia w Braci Muzułmanów, którzy poparli prezydenta. 11 stycznia 1954 Stowarzyszenie zorganizowało w Kairze demonstrację studencką. Dwa dni później Rada Rewolucyjnych Dowódców zdelegalizowała organizację i aresztowała 450 osób, przeprowadziła również wymierzoną w nią kampanię propagandową. Stowarzyszenie nie zaprzestało całkowicie działalności. Wystąpiło po stronie Nagiba w czasie demonstracji w końcu lutego 1954, co pociągnęło za sobą kolejne aresztowania islamskich działaczy. Analogiczne kroki represyjne zostały podjęte w odniesieniu do komunistów, polityków Wafd i Młodego Egiptu. Swoje wpływy w wojsku, związkach zawodowych, mediach i służbach bezpieczeństwa, jak również wśród młodzieży umocnił Naser. Również dyplomacja amerykańska sceptycznie odnosiła się do postawy Nagiba, który w ocenie Amerykanów pozostawał pod szkodliwym wpływem komunistów. 5 marca 1954 Rada Rewolucyjnych Dowódców ogłosiła porozumienie z prezydentem, zapowiedziała ponowne wprowadzenie pełni swobód demokratycznych, uwolnienie więźniów politycznych i zapewnienie partiom swobody działania. Opowiedziała się także za zwołaniem zgromadzenia konstytucyjnego i uchwaleniem nowej ustawy zasadniczej. Rada pozostawiła urzędy prezydenta i premiera w rękach Nagiba. Sukces prezydenta był jednak pozorny, gdyż to jego rywal Naser dysponował już większymi wpływami. Sytuacja w kraju pozostawała niestabilna. Od 19 marca w miastach egipskich trwały zamieszki. 25 marca Rada Rewolucyjnych Dowódców zapowiedziała swoje samorozwiązanie i potwierdziła zamiar ponownej legalizacji partii politycznych. Dwa dni później zwolennicy Nasera wyszli na ulice pod hasłem „Nie dla partii i parlamentu, Gamal nie abdykuj!”. Pod ich naciskiem 30 marca Rada wycofała się ze swoich wcześniejszych decyzji i oznajmiła, że będzie zarządzać krajem aż do wycofania się z Egiptu ostatnich sił brytyjskich. Pozbawiła również Nagiba wszystkich stanowisk poza urzędem prezydenckim, który nie dawał mu żadnej faktycznej władzy. W 1954 roku miała miejsce tzw. afera Lawona – szpiedzy izraelscy podłożyli bomby pod szereg budynków należących do USA i Wielkiej Brytanii. Rząd Izraela dokonał zamachów mając nadzieję, że winą za eksplozje zostanie obarczone Bractwo Muzułmańskie, komuniści lub nacjonaliści.
Podpisanie przez Nasera układu z Wielką Brytanią w październiku 1954 sprawiło, że Bracia Muzułmanie uznali go za zdrajcę Arabów. Sekcja Specjalna organizacji rozpoczęła przygotowania do jego zgładzenia, na co przyzwolił przewodniczący Bractwa. Do próby zamachu doszło w czasie wiecu w Aleksandrii 26 października 1954, gdy Naser przemawiał do dziesięciotysięcznego tłumu. Zamachowiec, Mahmud Abd al-Latif, ośmiokrotnie niecelnie wystrzelił do premiera, po czym został schwytany. Konsekwencją nieudanego zamachu była kolejna fala aresztowań działaczy muzułmańskich. Wpływy Braci Muzułmanów zostały ostatecznie złamane, struktura organizacji zniszczona. W czasie procesu wykryto również kontakty między stowarzyszeniem a Nagibem, który trafił do aresztu domowego. Walka o władzę w Egipcie zakończyła się całkowitym sukcesem Nasera, który uzyskał ogromną popularność w społeczeństwie, a zatem faktycznie objął rządy nad państwem. w kwietniu 1955 Naser stwierdził, że celem rewolucji egipskiej jest budowa społeczeństwa socjalistycznego bez podziału na klasy społeczne. Wyrazem przemian w państwie była nowa konstytucja, przyjęta 16 stycznia 1956 i nadająca prezydentowi pełnię władzy w państwie – miał on łączyć stanowiska premiera, głównodowodzącego sił zbrojnych, kierować polityką zagraniczną oraz powoływać i odwoływać ministrów. Kompetencje ustawodawcze pozostawiono w rękach Zgromadzenia Narodowego, wybieranego w wyborach powszechnych. W tym samym roku Naser uzyskał w wyborach prezydenckich 99,1% głosów.
W polityce zagranicznej Naser głosił program panarabski, z akcentami panislamskimi, nie wyrzekając się zarazem nacjonalizmu egipskiego. Sprzeciwiał się powstaniu Paktu Bagdadzkiego, gdyż prowadził on do nadmiernego wzrostu znaczenia głównego konkurenta Egiptu do przywództwa w świecie arabskim – Iraku. Egipt stał się też jednym z przywódców Ruchu państw niezaangażowanych. 26 lipca 1956 prezydent Egiptu ogłosił nacjonalizację Towarzystwa Kanału Sueskiego, którego akcje należały do Francuzów i Brytyjczyków. Rezultatem był wybuch kryzysu sueskiego – wojny Egiptu z koalicją izraelsko-brytyjsko-francuską. Wojna ta okazała się militarną klęską Egiptu. Egipskie siły zbrojne mimo przeprowadzanych w poprzednich latach zbrojeń zostały pokonane przez siły koalicji. Egipt zyskał jednak na forum ONZ poparcie zarówno amerykańskie, jak i radzieckie; Rada Bezpieczeństwa ONZ wypowiedziała się przeciwko interwencji. Zmusiło to Wielką Brytanię i Francję do wycofania swoich wojsk z rejonu kanału sueskiego, także Izrael opuścił terytoria zajęte po 1956 w zamian za wprowadzenie na linię demarkacyjną z Egiptem sił pokojowych ONZ.
29 stycznia 1959 powstała krótkotrwała Zjednoczona Republika Arabska, proklamowana po blisko rocznych przygotowaniach. Jednoczyła ona Egipt i Syrię, docelowo jednak miała być jedynie pierwszym krokiem na drodze do jedności Arabów. W 1961 roku Syria wycofała się z unii, natomiast Egipt zachował nazwę Zjednoczonej Republiki Arabskiej aż do 1971. W 1967 roku rozegrała się wojna sześciodniowa stoczona pomiędzy Izraelem a Egiptem, Jordanią i Syrią w 1967 roku. W wojnę zaangażowały się także inne arabskie państwa. W 1967 wybuchła również trwająca do 1970 wojna na wyczerpanie między Egiptem a Izraelem.
Po śmierci Nasera władzę objął bardziej liberalny, Anwar as-Sadat. Nowy prezydent doprowadził do usunięcia zwolenników lewicy z wyższych uczelni, mediów i partii rządzącej. W Egipcie doszło do otwarcia na prywatne inwestycje przedsiębiorców krajowych i zagranicznych, a niektóre przedsiębiorstwa sprywatyzowano. W pierwszej połowie lat 70. XX wieku gospodarka egipska zaczęła rozwijać się szybciej niż w czasach Nasera, jednak wzrost dotyczył przede wszystkim sektora usługowego, a nie przemysłu. Problemem stała się inflacja. W 1974 Egipt wyszedł z ekonomicznej stagnacji cechującej schyłek poprzedniej dekady. Od 1975 do 1981 PKB kraju wzrastało o 8% rocznie, co wynikało także z dobrej koniunktury międzynarodowej. Wbrew założeniom prezydenta, wdrażanie gospodarki wolnorynkowej doprowadziło do powstania i pogłębiania się nierówności społecznych, w tym wykształcenia się nowej elity. Kluczową rolę w elitach odgrywali byli wojskowi i oficerowie wywiadu, jak również potomkowie rodzin arystokratycznych, którzy zdołali ocalić za granicą część majątku po rewolucji r. 1952, a po śmierci Nasera wrócili do Egiptu.
W 1973 roku rozegrała się wojna Jom Kipur. Wojna rozpoczęła od uderzenia połączonych sił Egiptu i Syrii. Wojska arabskie zaatakowały półwysep Synaj i Wzgórza Golan, które pozostawały pod kontrolą Izraela od czasu wojny sześciodniowej. Egipcjanie i Syryjczycy posuwali się naprzód przez pierwsze 2-3 dni, później jednak szala przechyliła się na korzyść Izraela. Syryjczycy zostali wyparci z całego terytorium Wzgórz Golan. Na Synaju Izraelczycy uderzyli w przerwę pomiędzy dwiema armiami, które przekroczyły Kanał Sueski (dawną linię przerwania ognia). W wyniku tego egipska Trzecia Armia została odcięta. Manewr ten zmusił Egipt do przyjęcia warunków zawieszenia broni. W 1978 roku Egipt zakończył spór z Izraelem na pomocy porozumienia zawartego w Camp David. W lipcu 1977 roku rozegrał się natomiast konflikt graniczny między Libią i Egiptem. Relacje między Egiptem a Libią pozostawały szczególnie wrogie po tym gdy w 1976 roku rząd Egiptu stwierdził, że odkrył libijski spisek mający na celu obalenie rządu.

Po zabójstwie as-Sadata przez radykałów islamskich niechętnych zbytniej uległości prezydenta wobec Izraela, 6 października 1981 jego następcą został Husni Mubarak, który przeprowadził nowe reformy gospodarcze i dokonał dalszej prywatyzacji. Zrezygnował jednak z politycznej treści polityki poprzednika, czyli zapowiedzi stopniowej demokratyzacji państwa. Mubarak zachował styl rządzenia swojego poprzednika i podstawowe założenia polityki wewnętrznej i zagranicznej. Jeszcze bardziej liberalne ekonomicznie zmiany nie dały spodziewanych efektów. Wzrost PKB był znacznie wolniejszy niż w ostatnich latach rządów as-Sadata, a najważniejsze dochody państwa pochodziły z opłat za korzystanie z Kanału Sueskiego oraz z eksportu ropy naftowej. Załamanie się koniunktury naftowej w 1986 było poważnym ciosem dla krajowej gospodarki. W polityce społecznej Mubarak wycofywał się stopniowo z programów pomocy socjalnej. Wobec utrzymywania się trudności gospodarczych, Mubarak na początku lat 90. rozpoczął szeroko zakrojoną reformę ekonomiczną. Egipt całkowicie uwolnił ceny, radykalnie zmniejszył wydatki publiczne, sprywatyzował ponad 300 zakładów, zniósł ograniczenia w handlu międzynarodowym. W zamian Bank Światowy zgodził się umorzyć połowę zadłużenia kraju. Rezultatem była poprawa wskaźników makroekonomicznych przy równoczesnym zubożeniu społeczeństwa. Fakt, iż 23% mieszkańców Egiptu żyło w ubóstwie, a połowa obywateli pozostawała w biedzie, sprzyjał destabilizacji społecznej i wzmożeniu się agitacji radykalnych ugrupowań muzułmańskich, które do tej pory zyskiwały sympatyków przede wszystkim na uniwersytetach, nie ciesząc się zbytnią popularnością w skali całego kraju.

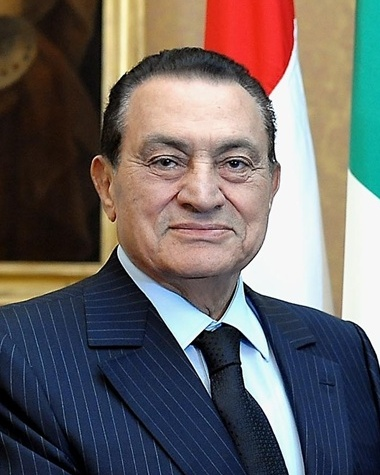
Husni Mubarak, prezydent w latach 1981–2011

Odmawiając zwiększenia roli religii w życiu politycznym, Mubarak jednocześnie krytykował niektóre partie opozycyjne za brak przywiązania do islamu, rząd finansował uroczystości religijne, a prezydencka partia wydawała pismo o profilu umiarkowanie muzułmańskim. Pragnąc dać dowód gotowości do dialogu nawet z radykalnymi muzułmanami, w 1987 Mubarak amnestionował kilkuset więźniów skazanych po zamachu na Anwara as-Sadata za przynależność do ekstremistycznych organizacji islamskich. W lipcu 1993 Mubarak uzyskał w egipskim parlamencie reelekcję. W referendum jego pozostanie na urzędzie prezydenta poparło 96% głosujących przy niskiej frekwencji. Wbrew nadziejom opozycji, która apelowała do Mubaraka o demokratyzację systemu władzy, po rozpoczęciu swojej trzeciej kadencji prezydent zapowiedział jedynie „szeroki dialog narodowy”, do którego zaprosił wszystkie partie wyrzekające się terrorystycznych metod działania. W grudniu 1993 na jego apel odpowiedziało pozytywnie dziesięć legalnie działających ugrupowań, jak również półlegalni Bracia Muzułmańscy oraz komuniści. 25 czerwca 1994 rozpoczęła się Konferencja Dialogu Narodowego, zdominowana przez przedstawicieli partii prezydenckiej – debata o przyszłości państwa została sprowadzona do kwestii walki z terroryzmem i problemów gospodarczych. Na początku lat 90. Mubarak zgadzał się na tworzenie nowych partii politycznych, zakładał jednak, że wzrost ich liczby przyczyni się do rozproszenia sił opozycji.

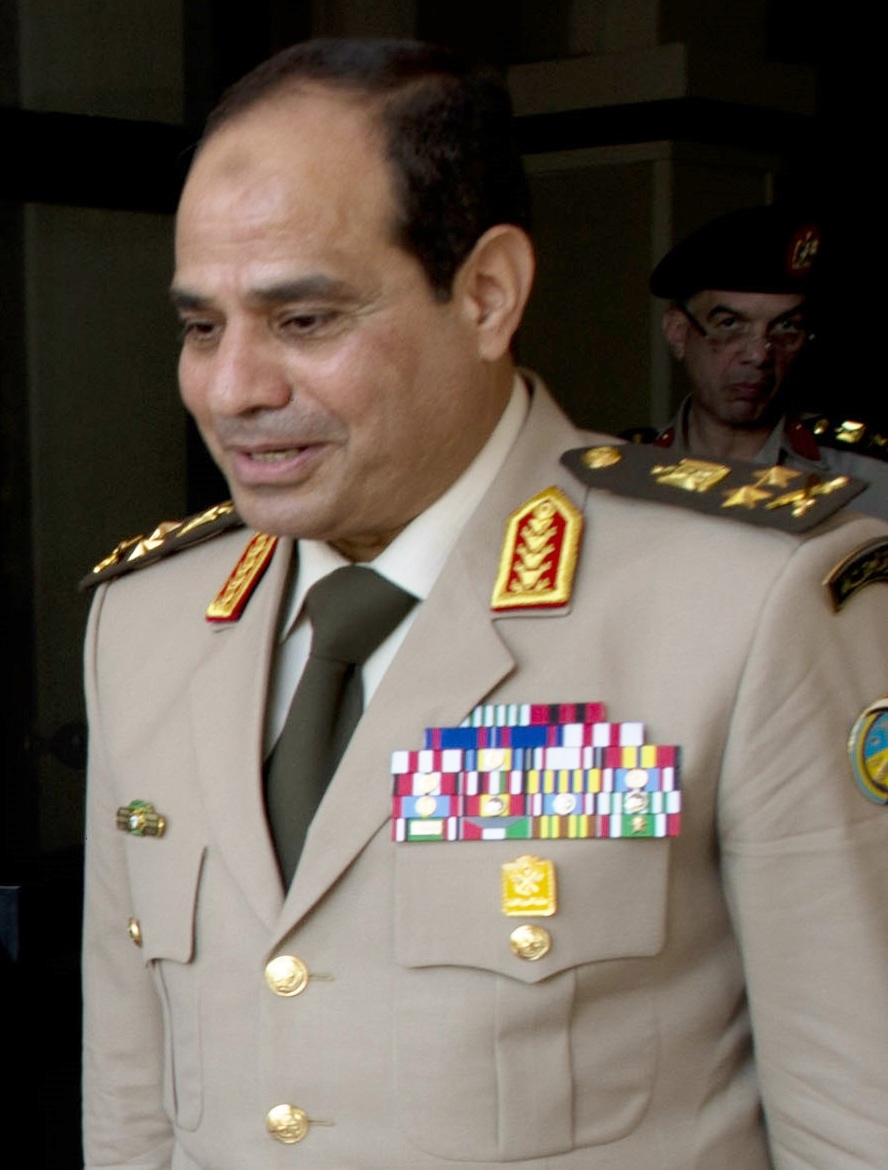
Abd al-Fattah as-Sisi, obecny prezydent

Po kolejnych wyborach parlamentarnych w 1996 powołany przez Mubaraka rząd Kamala al-Dżanzuriego skupiał się na gospodarczych problemach kraju. Kontynuował także zwalczanie islamskiego fundamentalizmu i terroryzmu. Ponieważ mimo represji wymierzonych w radykalnych muzułmanów ataki terrorystyczne powtarzały się i miały negatywny wpływ na dochody kraju z turystyki. Mubarak utrzymywał bardzo dobre stosunki ze Stanach Zjednoczonymi. Kraj ten życzył sobie, by Egipt zachował status regionalnego mocarstwa. W 1999 USA i Egipt podpisały umowę, na mocy której Kair nadal otrzymywał z Waszyngtonu wielomilionową pomoc ekonomiczną oraz 1,3 miliarda dolarów na szkolenie i uzbrojenie armii.
W styczniu 2011 roku przeciwko rządom prezydenta Mubaraka i ogólnej sytuacji polityczno-gospodarczej w kraju wybuchły masowe protesty społeczne, które doprowadziły do śmierci ponad 300 osób. W ich wyniku prezydent Mubarak powołał nowy rząd z Ahmadem Szafikiem na czele, mianował Umara Sulajmana na stanowisko wiceprezydenta oraz zadeklarował nieubieganie się o kolejną kadencję w wyborach prezydenckich we wrześniu 2011. Nie spełniło to jednak oczekiwań demonstrujących, których głównym postulatem była natychmiastowa rezygnacja prezydenta. 10 lutego 2011 Mubarak poinformował o przekazaniu części uprawnień wiceprezydentowi Sulajmanowi. 11 lutego 2011 wiceprezydent ogłosił ustąpienie Mubaraka z urzędu i przejęcie władzy w państwie przez Najwyższą Radę Sił Zbrojnych na czele z ministrem obrony i szefem sił zbrojnych, marszałkiem Muhammadem Husajnem Tantawim.

## Ustrój polityczny
- Ustrój polityczny: republika semiprezydencka
- Główne partie polityczne: Partia Wolnych Egipcjan, Al-Wafd, Republikańska Partia Ludowa, Al-Nour
- Parlament: Izba Reprezentantów składa się z 450 deputowanych wybieranych co 5 lat
- Konstytucja z 18 stycznia 2014[54]
- System prawny: oparty na prawie anglosaskim, prawie islamskim i kodeksie napoleońskim; sądowniczy organ rewizyjny – Sąd Najwyższy i Rada Stanu (nadzoruje słuszność decyzji administracyjnych); Egipt zaakceptował z zastrzeżeniami zwierzchnictwo Międzynarodowego Trybunału Sprawiedliwości
- Święto narodowe: Rocznica Rewolucji – 23 lipca

### Podział administracyjny
Egipt podzielony jest na 27 muhafaz. Prowincje dzielą się dalej na okręgi, miasta i wsie.

## Ludność

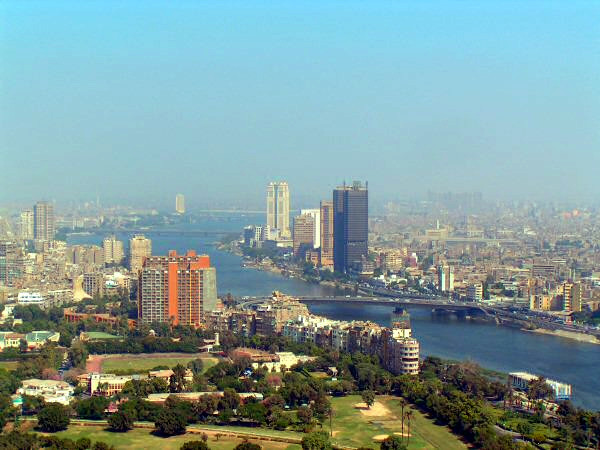
W aglomeracji kairskiej mieszka ponad 17 mln osób

Ludność Egiptu jest niemal wyłącznie arabskojęzyczna. Około 90% populacji stanowią muzułmanie, głównie sunnici. Oprócz nich w Egipcie żyje ok. 8 mln (ok. 10%) chrześcijan, głównie Koptów, czyli wiernych wyznania dominującego w Egipcie przed podbojami arabskimi. Ich cechą charakterystyczną jest wytatuowany – zazwyczaj na ręce – krzyż. Za założyciela wspólnoty uważa się św. Marka Ewangelistę. Mimo posługiwania się obecnie językiem arabskim część z nich nie uważa się za Arabów. Na obszarze Pustyni Zachodniej występują plemiona Berberów, w dolinie górnego Nilu pojedyncze osady ludności negroidalnej.
W miastach zamieszkuje około 47% ludności. Przyrost naturalny w 2005 wyniósł 1,78%. Mężczyźni żyją przeciętnie 68 lat, a kobiety 74 lata (2005).
Egipt jest najludniejszym krajem arabskim i trzecim pod względem liczby mieszkańców państwem Afryki. Średnia gęstość zaludnienia jest niewielka, a rozmieszczenie ludności bardzo nierównomierne. Większość kraju jest niemal bezludna, a gęstość zaludnienia na terenach rolniczych (Dolina Nilu i Delta Nilu) należy do największych na świecie. Kair, stolica kraju i największe miasto Afryki, wraz z sąsiadującymi miejscowościami, liczy ponad 17 mln mieszkańców, co stanowi ponad 20% ludności państwa.

## Gospodarka

### Rolnictwo

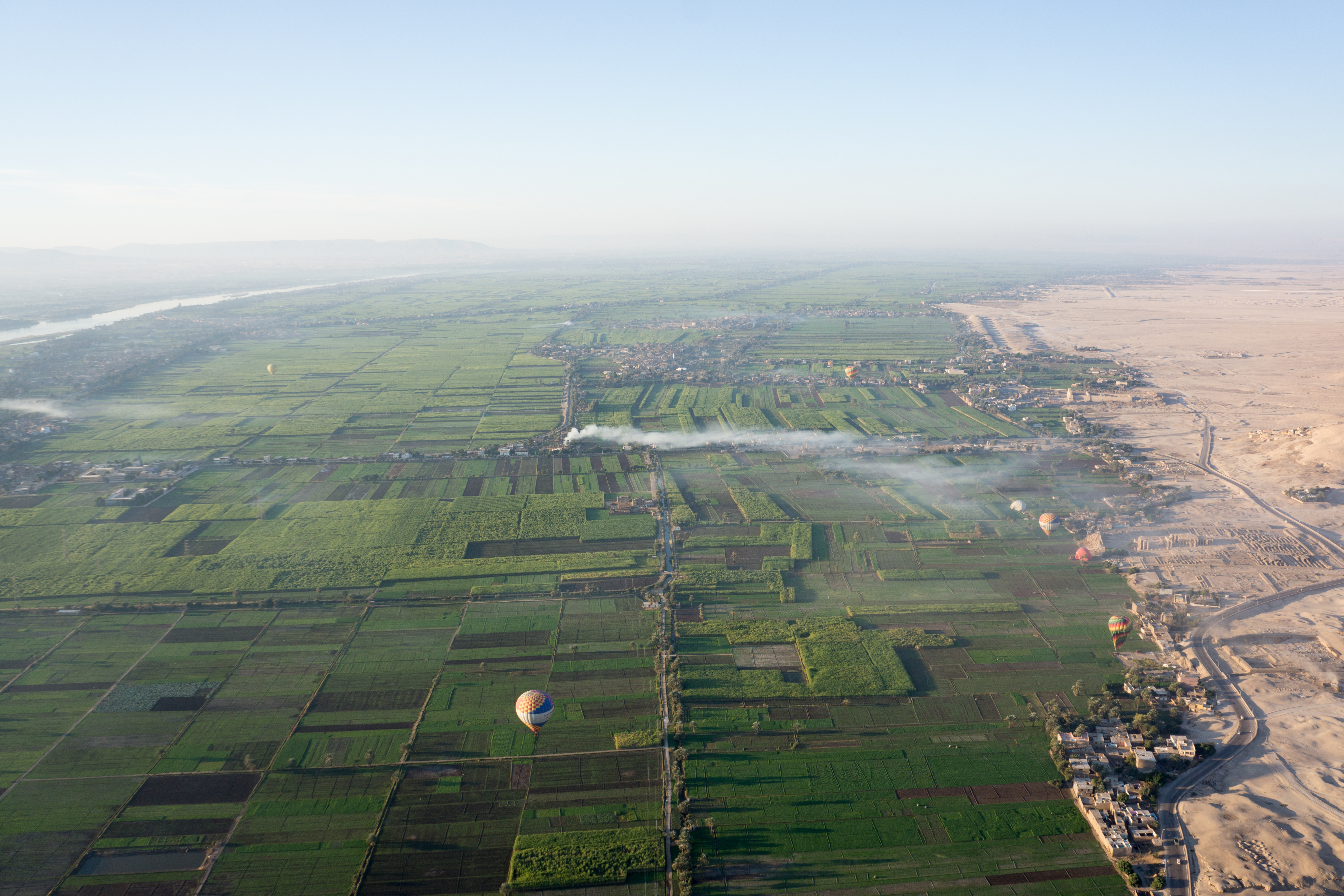
Rolnictwo w dolinie Nilu

Współczesne rolnictwo egipskie nie jest w stanie zaspokoić wewnętrznych potrzeb kraju. Sektor rolniczy i przemysł przetwórstwa spożywczego są jednymi z lepiej rozwijających się gałęzi gospodarki w tym kraju.
W egipskim klimacie możliwe są nawet trzy zbiory plonów w ciągu roku. Najwięcej gruntów zajmuje uprawa bawełny – głównego produktu eksportowego. Z roślin spożywczych najważniejsze są: ryż, kukurydza, pszenica i sorgo dwubarwne, z którego otrzymuje się kaszę i mąkę. Uprawia się również trzcinę cukrową, palmę daktylową, drzewa cytrusowe i warzywa. Hodowla zwierząt odgrywa w Egipcie drugorzędną rolę ze względu na brak pastwisk. Rybołówstwo – morskie i śródlądowe, jest również ważną gałęzią gospodarki.
W latach 70 XX w. wybudowano Wysoką Tamę Asuańską na Nilu. Powstało przez to jedno z największych sztucznych jezior świata – Jezioro Nasera. Jego utworzenie pozwoliło uregulować bieg Nilu, zapobiegać powodziom, rozwinąć żeglugę i rybołówstwo, produkcję energii elektrycznej oraz zyskać pola uprawne na dawnych terenach pustynnych. W efekcie Nil przestał wylewać, więc rośliny można uprawiać tylko na terenach sztucznie nawadnianych.
W latach 90 XX wieku rozpoczęto wielkie projekty irygacyjne – doprowadzenie wody z Nilu (Jeziora Nasera) Kanałem Szajcha Zajida (z największą na świecie stacją pomp Mubarak Pumping Station) do oazy Charga i innych w okolicach jezior Toszka.

### Przemysł

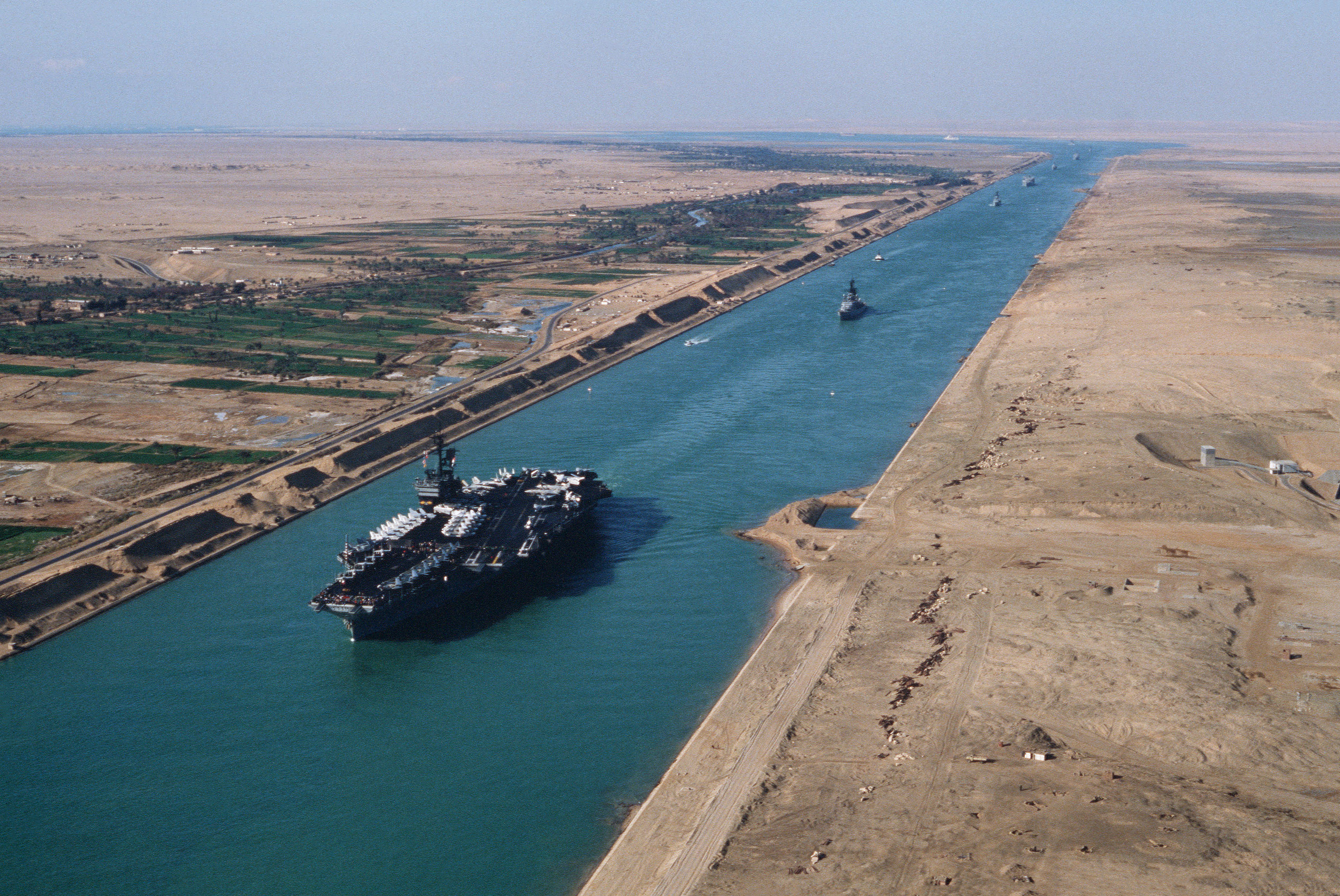
Kanał Sueski

Dobrze rozwinięty jest przemysł chemiczny – szczególnie produkcja nawozów sztucznych, włókien syntetycznych, farmaceutyków – a także przemysł włókienniczy i odzieżowy, dający obecnie ok. 1/4 wartości ogólnej produkcji przemysłowej.
Z bogactw mineralnych Egiptu największe znaczenie mają ropa naftowa i fosforyty. Ropa naftowa pochodzi ze złóż na zachodzie półwyspu Synaj oraz z nowych pokładów w szelfie Zatoki Sueskiej, wzdłuż wybrzeża śródziemnomorskiego, a także z obszaru Pustyni Zachodniej, przy granicy z Libią. Fosforyty, ruda żelaza, mangan wydobywane są w okolicach Asuanu i na zachodzie półwyspu Synaj. Gaz ziemny wydobywa się głównie w delcie Nilu i ze złóż podmorskich.
Przemysł przetwórczy widoczny jest w miastach położonych w delcie Nilu, nad Kanałem Sueskim i w Heluanie, gdzie istnieje wielki kombinat metalurgiczno-koksowniczy. Natomiast w Asuanie istnieją huty żelaza i aluminium. Zakłady metalurgiczne znajdują się w Kafr Ad-Dawwar. Najlepiej rozwinięty jest przemysł włókienniczy, dość dobrze – chemiczny, elektromaszynowy, petrochemiczny i skórzano-obuwniczy. Duże ośrodki przemysłu petrochemicznego rozwinęły się w Aleksandrii, Kairze, Suezie, Tanta i Asjut. Poza tym w kraju istnieją liczne zakłady przetwórcze surowców i materiałów budowlanych – głównie wapieni wykorzystywanych w przemyśle cementowym.
W Egipcie znajduje się kilka montowni zagranicznych koncernów motoryzacyjnych. Istnieją również zakłady produkujący sprzęt transportu kolejowego, elektromaszynowego i elektrotechnicznego. Przemysł energetyczny posiada elektrownie jądrowe w Al-Dabaa, o mocy 2000 MW, a na Wysokiej Tamie na Nilu przy Zbiorniku Nesera zlokalizowana jest hydroelektrownia.
Ważną rolę w gospodarce Egiptu odgrywa Kanał Sueski łączący Morze Śródziemne z Morzem Czerwonym. Przepływają nim między innymi tankowce przewożące ropę naftową z krajów Bliskiego Wschodu do Europy oraz ropociąg Sumed.

### Turystyka
Turystyka jest jednym z głównych źródeł dochodu Egiptu i stanowi ok. 10% PKB. W roku 2010 przybyło do Egiptu ponad 14,8 mln turystów (ok. 12,7 miliardów dolarów przychodów). Egipt najczęściej odwiedzali turyści z Rosji, Niemiec, Wielkiej Brytanii, Włoch, Francji i Polski (rocznie ok. 600 tysięcy). Szczególnie stare egipskie zabytki są magnesem przyciągającym zagranicznych gości. Obok Gizy i Kairu turyści chętnie odwiedzają Aleksandrię i Luksor, skąd między innymi można dotrzeć do Doliny Królów. Luksor jest także punktem startowym dla podróży przez Nil do Asuanu. Z tego miejsca oferowane są także loty i wycieczki autokarowe do Abu Simbel na Pustyni Nubijskiej i innych obiektów sakralnych wokół Jeziora Nasera. Większość operatorów podróży oferuje lot do Kairu, a po jego zwiedzeniu urlop wypoczynkowy i kąpiele w Hurghadzie lub Szarm el-Szejk nad Morzem Czerwonym.

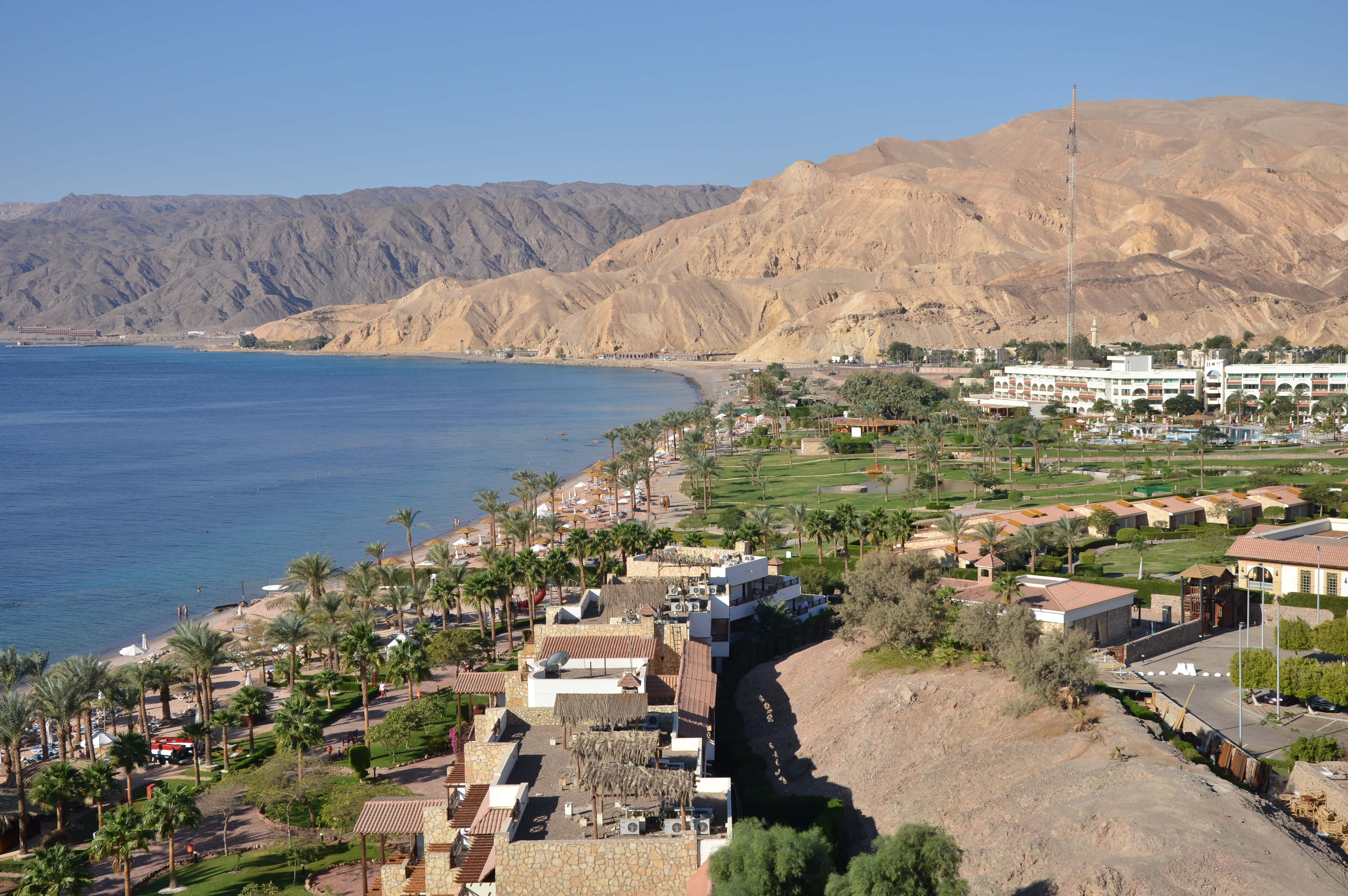
Taba

Nowoczesny kurort turystyczny Szarm el-Szejk na południowym krańcu Półwyspu Synaj jest szczególnie lubiany przez sympatyków nurkowania ze względu na liczne rafy koralowe. Jest to również punkt wypadowy na górę Synaj, gdzie Jahwe miał przekazać Mojżeszowi Dziesięć Przykazań oraz do prawosławnego Klasztoru św. Katarzyny, na skalistą pustynię Wyżyny Synajskiej, a także do Ziemi Świętej. Przy kurorcie znajduje się pierwszy egipski podwodny Park Narodowy Ras Muhammad. Wokół raf koralowych południowego Synaju, gdzie występuje ponad 250 różnych raf koralowych i 1000 gatunków ryb, w ciepłych wodach morskich spoczywają liczne wraki statków, które są chętnie odwiedzane przez nurków. W ostatnich latach wiele entuzjastów sportów podwodnych wybiera się również, do położonych bardziej na północ: Zatoki Akaby, Dahabu, Nuwajby i Taby.
Ze względu na wzrastające zainteresowanie turystyką nurkową udostępniono także miejscowości na południe od Hurghady wzdłuż zachodniego wybrzeża Morza Czerwonego: Safadża, Al-Kusajma, Marsa Alam i Bir Szalatin. Przewiduje się, że niebawem otworzy się granica do trójkąta Hala’ib. 30 km od granicy z Sudanem, 20–25 km w głąb kraju znajduje się Park Narodowy, który jest kolejną atrakcją dla turystów. Popularne są także wyprawy z tych ośrodków turystycznych na Pustynię Wschodnią i góry Atbaj. Egipt jest ciekawym miejscem również dla amatorów nurkowania nieposiadających uprawnień – bardzo popularną rozrywką dla turystów są tak zwane Intro – na niewielką głębokość można zejść z profesjonalnym instruktorem i obejrzeć bogactwo tamtejszych raf koralowych Morza Czerwonego. Pod względem podwodnej fauny, tamtejsze rafy są bardziej zróżnicowane od raf w Morzu Śródziemnym.
Wszystkie te kurorty turystyczne położone są na Riwierze Morza Czerwonego.

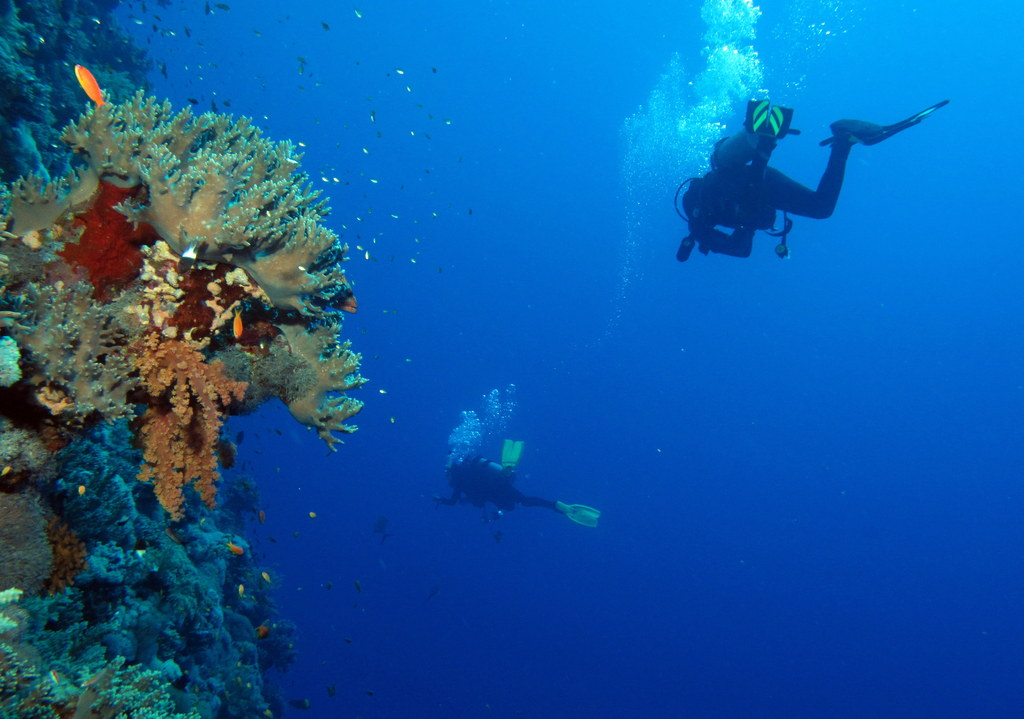
Morze Czerwone

Dla turystów są również dostępne egipskie oazy:
- na Saharze,
- na Pustyni Libijskiej (Pustynia Zachodnia):
  - Siwa,
  - Fajum,
  - Al-Bahrijja,
  - Al-Bawiti,
  - Ad-Dachila,
  - Al-Farafira,
  - Charga,
- na Synaju:
  - Wadi Fajran,
  - Ajn Hudra,
  - Ujun Musa.

W Aleksandrii znajduje się Bibliotheca Alexandrina, a wokół wybrzeża Morza Śródziemnego liczne wraki statków z okresu II wojny światowej.
W Egipcie znajduje się też wiele stanowisk archeologicznych, z których większość jest otwarta dla zwiedzających.

Most w Aleksandrii

Turystyka mocno ucierpiała w wyniku napadów terrorystycznych na cele turystyczne w latach 90. XX w. i pierwszej dekadzie XXI w. (Luksor 1997, Synaj 2004, Szarm el-Szejk 2005, Dahab 2006). 23 lipca 2005 roku nieznani sprawcy podłożyli w trzech miejscach (licznie odwiedzane przez turystów miejsca kąpieliskowe w Szarm el Szejk na Półwyspie Synaj) w sumie 400 kilogramów materiałów wybuchowych. 64 osoby zginęły a ponad 200 zostało rannych. Do zamachów obok Al-Ka’idy przyznały się brygady Abdullaha Assamy, które także odnotowano jako odpowiedzialne za napady z października 2004 roku w Tabie. Nad bezpieczeństwem turystów czuwa specjalnie powołana w tym celu policja turystyczna, której funkcjonariusze znają główne języki obce (obowiązkowo angielski) i są przeszkoleni do niesienia im pomocy. Zorganizowane wycieczki do niektórych miejsc są obowiązkowo przez nich eskortowane. Funkcjonariusze towarzyszą także turystom w autokarach. Okolice wszystkich atrakcji turystycznych, a także dworce i punkty kontrolne, są strzeżone przez uzbrojone siły bezpieczeństwa. Nieumundurowani agenci kontrolują punkty handlowo-rozrywkowo-gastronomiczne.

### Polskie przedsiębiorstwa w Egipcie
W Egipcie działają 44 polskie przedsiębiorstwa. Według egipskiego Ministerstwa Inwestycji w ciągu ostatnich pięciu lat polskie przedsiębiorstwa zainwestowały w Egipcie 10,6 mln dolarów (142. miejsce w tym kraju). Według Polskiej Agencji Informacji i Inwestycji Zagranicznych (PAIiIZ) w Egipcie działa 10 dużych przedsiębiorstw z udziałem polskiego kapitału – w sektorze wydobycia ropy i gazu, transportu morskiego, turystycznym. Największym przedsiębiorstwem jest Polskie Górnictwo Naftowe i Gazownictwo.

## Siły zbrojne

Flaga egipskich sił zbrojnych

Wojska egipskie liczą 450 tys. żołnierzy zawodowych oraz 480 tys. rezerwistów. Rodzajami wojsk egipskich są: wojska lądowe, marynarka wojenna oraz siły powietrzne. Według rankingu Global Firepower (2021) egipskie siły zbrojne stanowią 13. siłę militarną na świecie, z rocznym budżetem na cele obronne w wysokości 10 mld dolarów (USD).

## Kultura i sztuka
- Nadżib Mahfuz – laureat literackiej Nagrody Nobla z roku 1988
- Muhammad el-Baradei – laureat pokojowej Nagrody Nobla z roku 2005

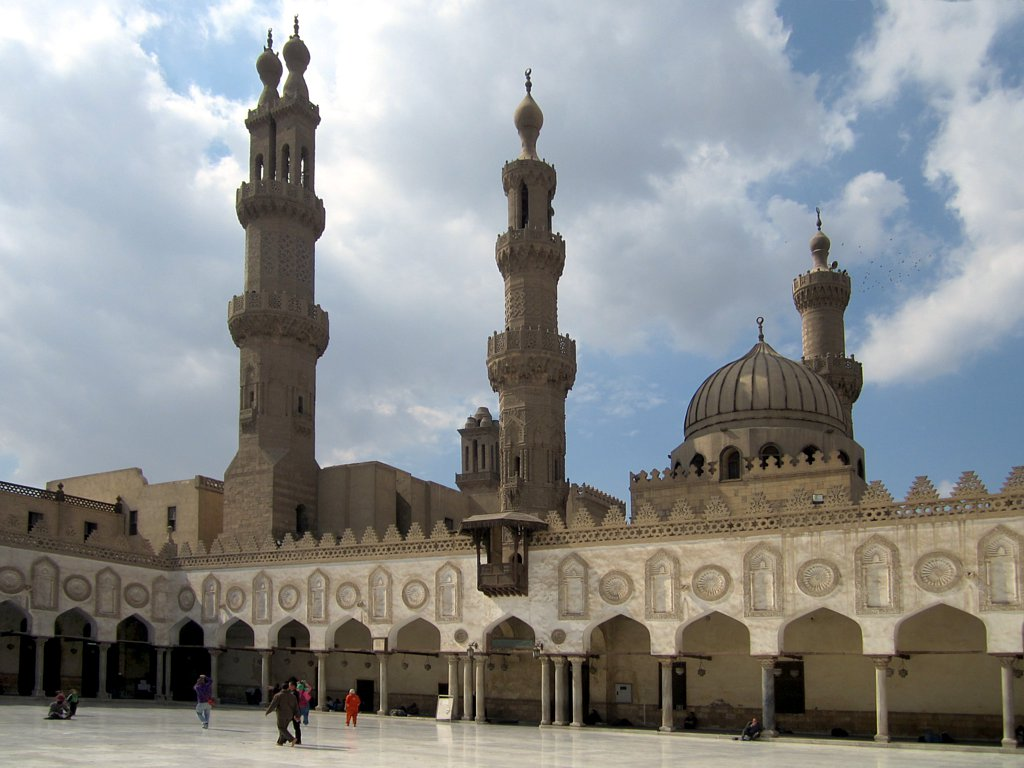
Większość mieszkańców wyznaje islam (na zdj. meczet Al-Azhar)

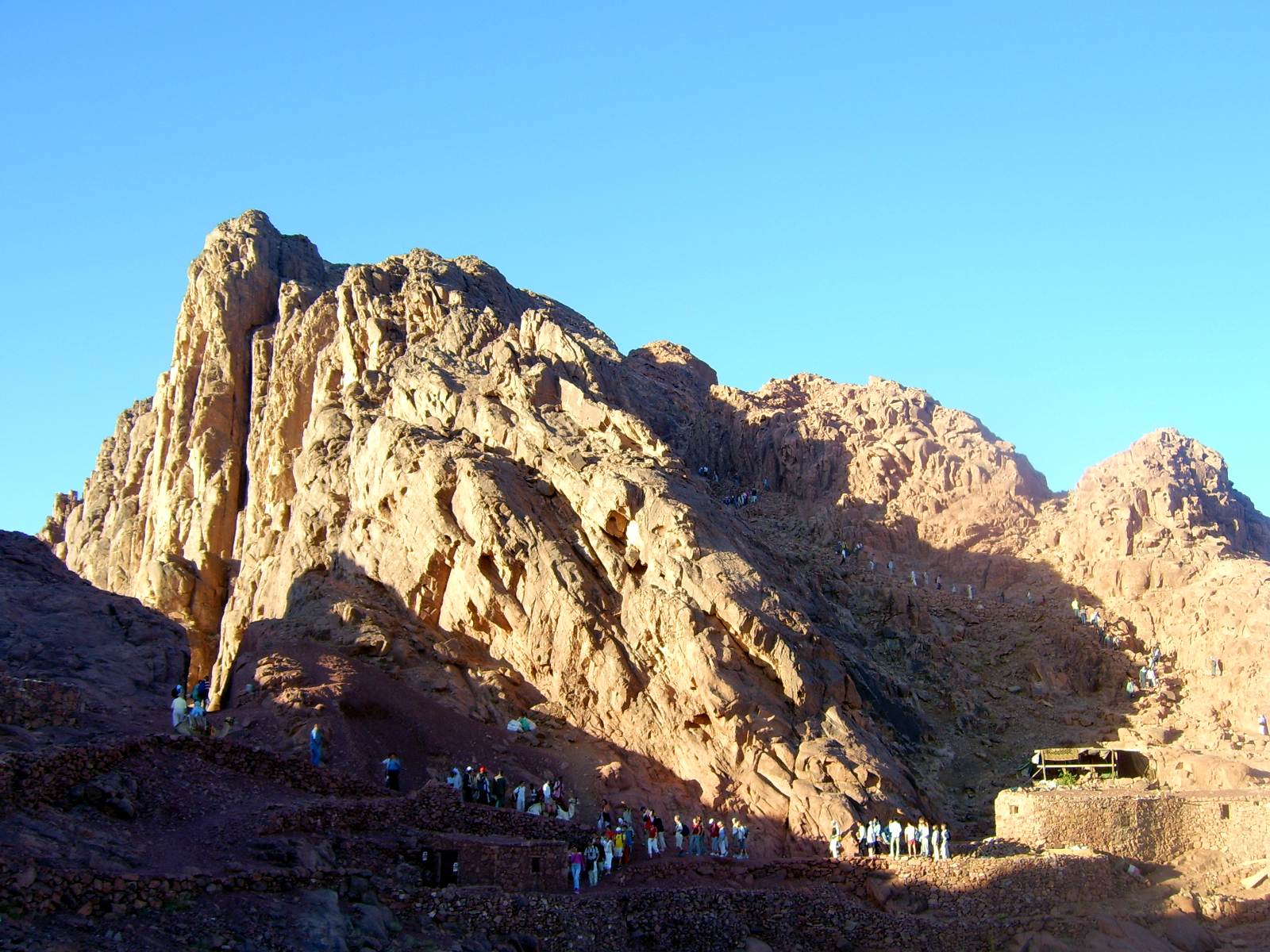
Góra Synaj, gdzie Mojżesz miał otrzymać od Jahwe Dziesięć Przykazań; obecnie miejsce pielgrzymek i wycieczek na półwyspie Synaj

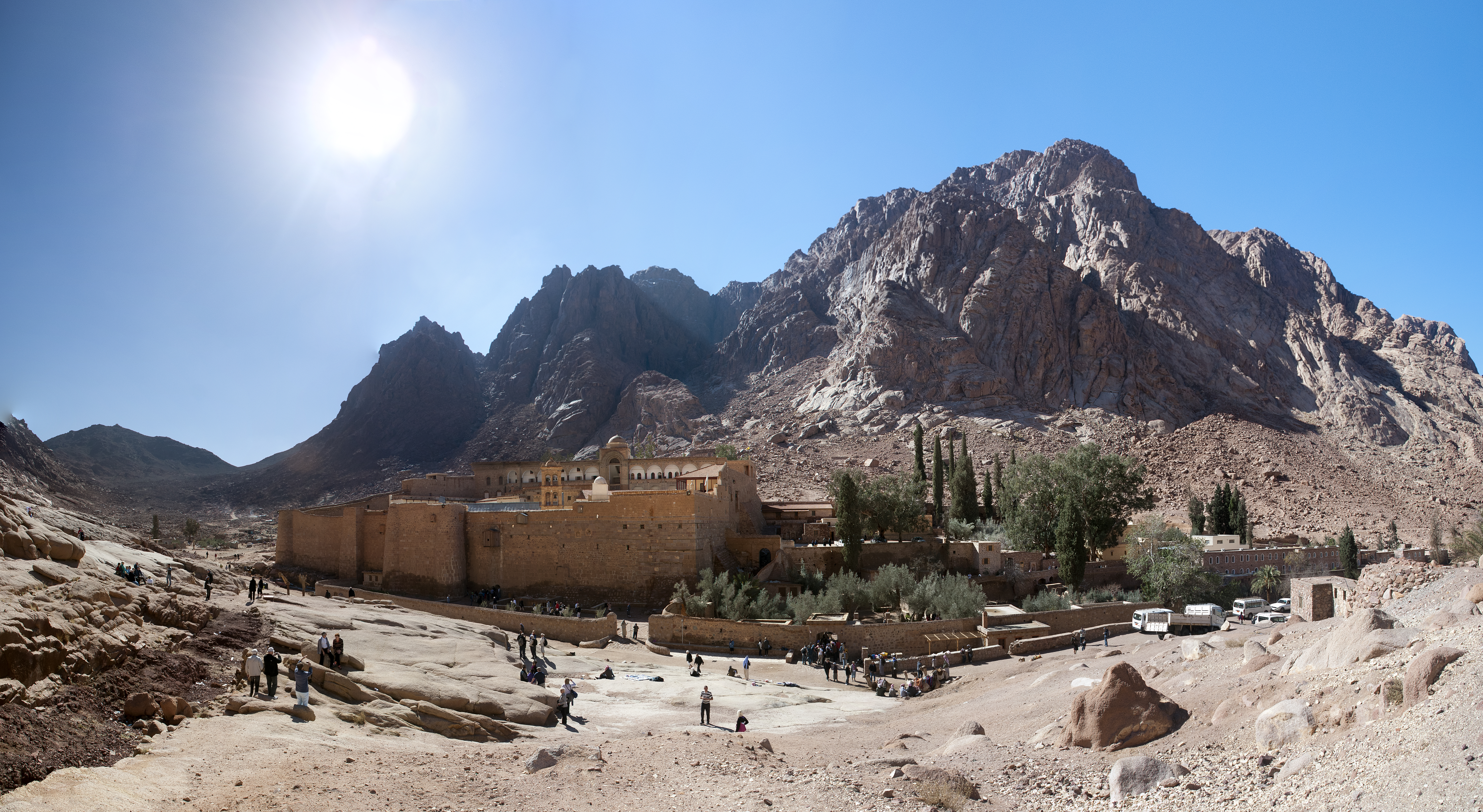
Klasztor Świętej Katarzyny Autonomicznej Cerkwi Prawosławnej Góry Synaj – w którym znajduje się Krzew gorejący – na tle Góry Synaj

## Religia
Egipt jest krajem muzułmańskim, z poważnym wpływem religii na codzienne życie mieszkańców. Według danych państwowych muzułmanie, przeważnie sunnici, stanowią 90% ludności kraju. Pozostałe 10% stanowią chrześcijanie, z czego 9% to koptowie (głównie Koptyjski Kościół Ortodoksyjny). Istnieją znaczące rozbieżności w tej kwestii pomiędzy danymi państwowymi i kościelnymi. Dane kościelne mówią o 10-18% chrześcijan wśród populacji Egiptu. Według Komisji ds. Międzynarodowej Wolności Religijnej w sprawozdaniu za rok 2010, Egipt zajmuje drugie miejsce w rankingu wśród krajów, które naruszają wolność religijną. Dyskryminacja i łamanie praw człowieka dotyka głównie: koptyjskich chrześcijan, bahaistów, szyickich muzułmanów, Żydów, Świadków Jehowy i członków sekty islamu koranicznego Quraniyoon. Według raportu z 2011 roku Amerykańskiej Komisji ds. Międzynarodowej Wolności Religijnej (USCIRF) Egipt znalazł się wśród 14 krajów jako najgorszy na świecie kraj łamiący wolność religijną i łamiący prawa człowieka.
Konstytucja Egiptu czyni z islamu religię państwową. Gwarantuje wprawdzie wszystkim obywatelom wolność wyznania, ale w praktyce jest ona mocno ograniczona. Na dowodach osobistych umieszczana jest informacja o przynależności religijnej, przy czym dozwolony jest wybór między trzema oficjalnie uznanymi religiami: islamem, chrześcijaństwem i judaizmem. Wyznawcy innych religii nie uzyskują dowodów osobistych, co oznacza rezygnację z praw. To samo dotyczy muzułmanów, którzy przeszli na chrześcijaństwo.
Struktura religijna kraju:
- islam – 90%,
- chrześcijaństwo (głównie Koptyjski Kościół Ortodoksyjny) – 10%.

### Muzułmanie
Szariat jest głównym źródłem ustawodawstwa. Z jednej strony wykładnia islamu jest w Egipcie przeważnie nowoczesna i postępowa – w szczególności przez przodujący w muzułmańskim świecie Uniwersytet Al-Azhar. Z drugiej strony Egipt jest od wieków, obok Arabii Saudyjskiej, centrum islamskiego fundamentalizmu. Około 15% Egipcjan jest członkami bractw sufickich zwanych tarikatami, liczba oficjalnie uznanych przez państwo bractw wynosi 77.

### Chrześcijanie
Chrześcijaństwo rozwijało się w Egipcie równolegle jak na innych ziemiach cesarstwa rzymskiego. Zgodnie z Ewangelią Mateusza w Egipcie przebywała Święta Rodzina z małym Jezusem, uciekając przed zarządzoną przez Heroda rzezią niewiniątek (Mt 2,13-21). Istnieją przypuszczenia, że ewangelista Marek przybywał tutaj na misje już w ok. 50 roku n.e. W okresie bizantyjskim większość ludności zamieszkującej Egipt było chrześcijanami. Sytuacja uległa zmianie w wyniku islamskiej inwazji w VII wieku.

### Żydzi

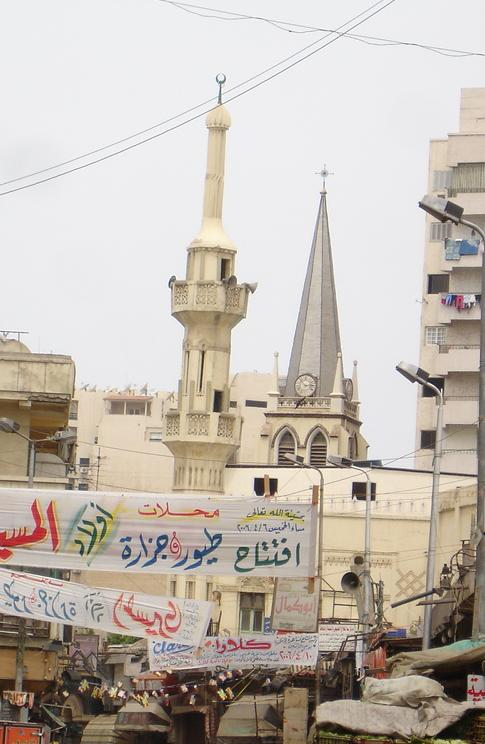
Meczet i Kościół obok siebie, częsty widok w Egipcie

Według Biblii do Egiptu przybył Abraham, a potem pojmany Józef. Tutaj urodziło się wiele postaci biblijnych, m.in. Mojżesz, Aaron czy Jozue. Mojżesz prowadził Izraelitów z Egiptu do Ziemi Obiecanej. Biblia opisuje również plagi egipskie, przejście przez Morze Czerwone, Synaj i Górę Synaj, gdzie Mojżesz otrzymał od Jahwe Dekalog. Na tym terenie rozpoczęto też spisywanie Biblii.
Aleksandria już od starożytności, na długo przed zniszczeniem świątyni jerozolimskiej w 70 n.e., była jednym z największych ośrodków żydowskiej diaspory. Według Flawiusza byli oni pierwszymi osiedleńcami w tym mieście. Z czasem przydzielono im całą dzielnicę. Tu, z polecenia króla Ptolemeusza II Filadelfosa, powstał grecki przekład Biblii hebrajskiej, tzw. Septuaginta. W I w. n.e. pisarz Filon stwierdził, że w całym Egipcie mieszka milion Żydów. Już w VI w. p.n.e. prorok Jeremiasz skierował orędzie do Żydów osiedlonych w różnych częściach tego kraju, m.in. w Memfis (Nof).
W czasach najnowszych liczba Żydów w Egipcie gwałtownie się zmniejszyła, ponieważ zmuszeni byli wyjechać do Izraela. W 1948 w Egipcie zamieszkiwało już jedynie 75 tysięcy Żydów. Obecnie w Kairze żyje niecałe 200 ubogich starszych osób pochodzenia żydowskiego. Żydzi zamieszkują głównie Aleksandrię, Stary Kair oraz dom starców w kairskim Heliopolis. Do ostatnich wysiedleń Żydów z Egiptu doszło po wojnach arabsko-izraelskich w roku 1956 i 1967. W 1979 roku Izrael i Egipt zawarły pokój, na mocy którego warunki bytowe Żydów w Egipcie poprawiły się.